# Barocco a Milano

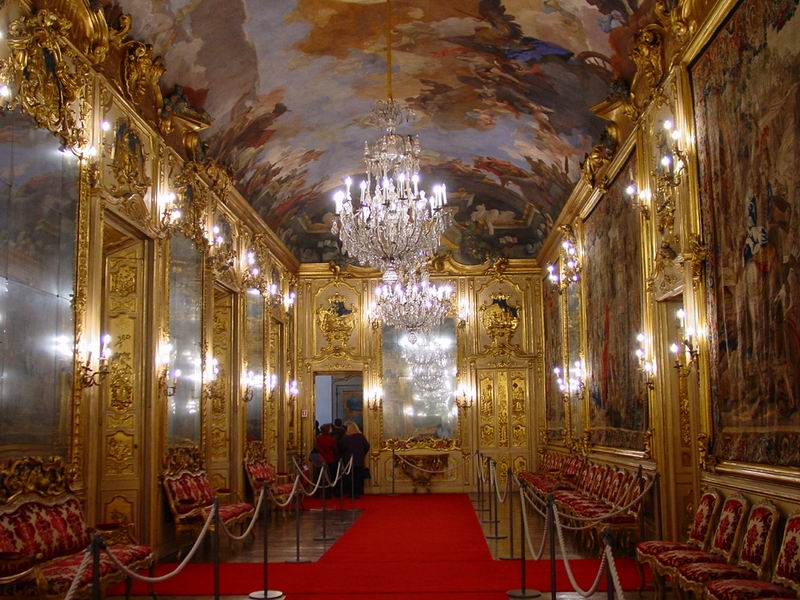
Galleria degli arazzi con gli affreschi del Tiepolo di Palazzo Clerici: uno degli interni più significativi del panorama barocco milanese

Per barocco a Milano si intende lo stile artistico dominante tra il Seicento e la prima metà del Settecento nella città. Infatti grazie all'operato dei cardinali Borromeo e alla sua importanza nei domini italiani, prima spagnoli e poi austriaci, Milano visse una vivace stagione artistica in cui assunse il ruolo di centro propulsore del barocco lombardo.

## Caratteristiche generali

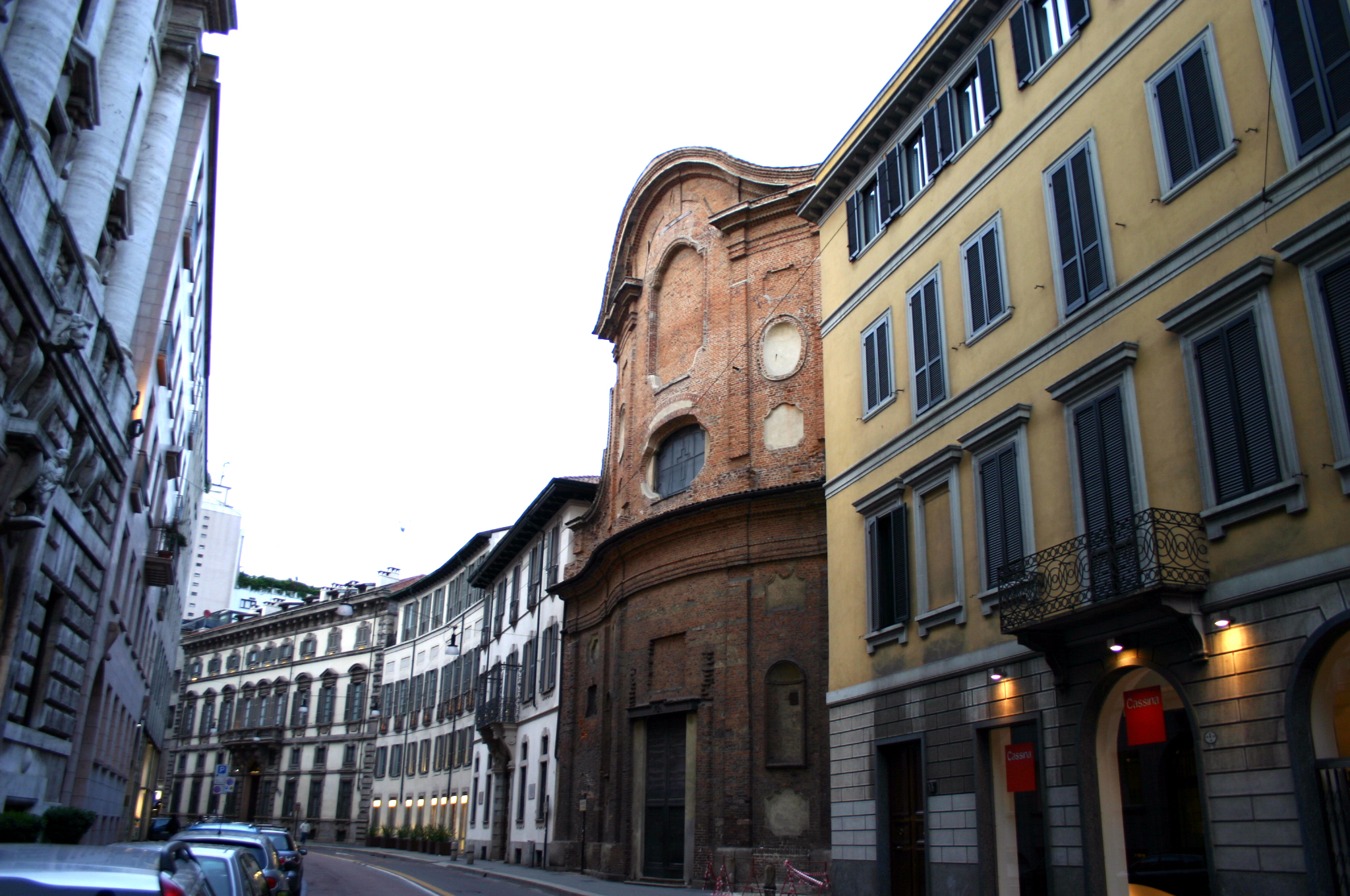
Via Durini a Milano: Palazzo Durini, Casa Toscanini e la chiesa di Santa Maria della Sanità

L'esperienza barocca milanese può essere suddivisa in tre parti: il primo Seicento, il secondo Seicento e il Settecento.
Il primo Seicento inizia con la nomina a vescovo di Milano di Federico Borromeo nel 1595 in continuità con l'operato del cugino Carlo: in questa prima fase i principali esponenti della pittura milanese sono tre, Giovan Battista Crespi, detto il Cerano, Giulio Cesare Procaccini e Pier Francesco Mazzucchelli, detto il Morazzone. In questa prima fase l'evoluzione del nuovo stile barocco segue con continuità l'arte tardo manieristica diffusa a Milano ai tempi di Carlo Borromeo; la formazione dei tre pittori avvenne infatti sui modelli del tardo manierismo toscano e romano per il Cerano e il Morazzone, mentre il Procaccini si formò su modelli emiliani. Dal punto di vista architettonico a dominare la scena sono le committenze religiose, giacché la dominazione spagnola badò più ad opere di utilità militare che non civile; molte chiese preesistenti vennero completamente ricostruite e decorate in chiave barocca, ed altrettante edificate da nuovo: se lo stile barocco venne introdotto a Milano da Lorenzo Binago, altri due sono i principali architetti che all'epoca si divisero la scena, ovvero Fabio Mangone, dalle linee più classicheggianti e per questo spesso scelto per le commissioni da Federico Borromeo, e Francesco Maria Richini detto semplicemente il Richini, dalle linee più ispirate al primo barocco romano. Superato questo dualismo, il Richini rappresenta sicuramente la massima figura di architetto della Milano seicentesca, e per ritrovare una figura così prestigiosa nell'architettura milanese si dovrà aspettare fino all'avvento di Giuseppe Piermarini.

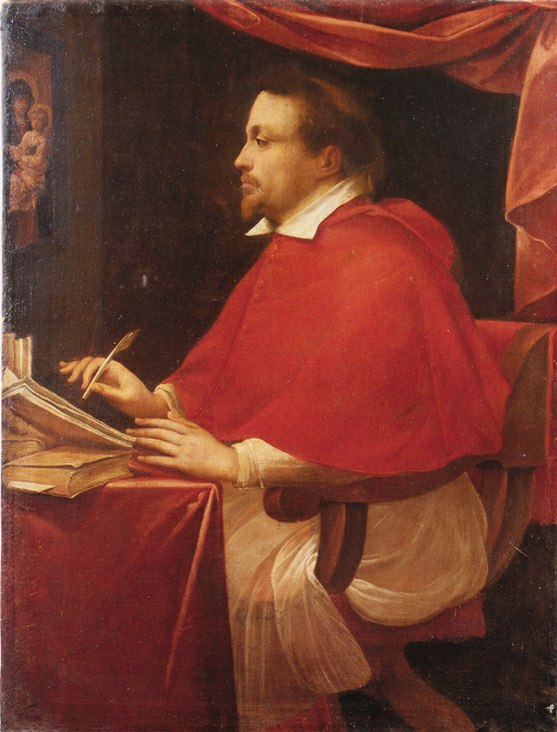
Giulio Cesare Procaccini - Ritratto di Federico Borromeo (1610), Museo diocesano di Milano

La seconda fase del barocco, che inizia indicativamente dopo i primi anni trenta del Seicento, parte dopo un breve intermezzo carico di significativi eventi: in primo luogo i principali interpreti del movimento scomparvero tra il 1625 (Giulio Cesare Procaccini) e il 1632 (il Cerano), a ciò si aggiunse la morte del cardinale Federico Borromeo, tra le maggiori figure del Seicento lombardo, e soprattutto la grande peste manzoniana, che dimezzò la popolazione della città, colpendo tra le migliaia di vittime la giovane promessa della pittura milanese Daniele Crespi, che tra l'altro porterà alla chiusura dell'Accademia Ambrosiana, fondata nel 1621 da Federico Borromeo per formare giovani artisti per la scuola milanese, in cui assunse i maggiori interpreti del primo barocco, su tutti il Cerano e Fabio Mangone, come insegnanti.

La pittura nel secondo Seicento venne quindi completamente rinnovata nei suoi interpreti, vedendo l'operato dei fratelli Giuseppe e Carlo Francesco Nuvolone, Francesco Cairo, Giovan Battista Discepoli e altri; in questo caso giocarono un ruolo fondamentale sia l'ormai chiusa Accademia Ambrosiana, che diede prima una certa continuità nello stile per poi riaprire alcuni anni, sia l'operato in alcuni cantieri di artisti provenienti dal resto d'Italia di scuola emiliana, genovese e veneta. L'architettura, con la scomparsa di Fabio Magone, vede l'operato di Francesco Richini, che restò quasi senza rivali nella sua produzione milanese, affiancato da interpreti minori come Gerolamo Quadrio e Carlo Buzzi. Grazie a quest'ultimo fatto, le realizzazioni di questo periodo ruppero completamente con le influenze manieristiche, per avvicinarsi ad un'esperienza marcatamente barocca, con influenze dalla scuola emiliana, genovese e romana. L'ultimo quarto di secolo vide l'apertura della seconda Accademia Ambrosiana riaperta nel 1669 sotto la direzione di Antonio Busca, allievo di Carlo Francesco Nuvolone, e Dionigi Bussola, che assieme alla neonata Accademia milanese di San Luca, legata all'omonima accademia romana, contribuì al ritorno di una corrente classicista legata alla scuola bolognese e romana.
Il Settecento rappresenta l'ultima fase barocca; lo stile non sfociò dichiaratamente nel rococò grazie all'azione normativa del collegio degli ingegneri-architetti milanesi e si assisté ad un cambio di tendenza: le committenze religiose non rivestirono più il ruolo principale nel panorama artistico milanese, ma lasciarono il posto alle ville di delizia della campagna milanese e al ritorno dei grandi cantieri privati cittadini: la vivacità dei cantieri portò ad un maggior numero di interpreti di spessore, tra i quali Giovanni Battista Quadrio, Carlo Federico Pietrasanta, Bartolomeo Bolla, Carlo Giuseppe Merlo e Francesco Croce, a cui si aggiunse il romano Giovanni Ruggeri, molto attivo in tutta la Lombardia. 

Nella pittura spiccano i lavori di Giambattista Tiepolo per la "pittura di storia" e di Alessandro Magnasco per la pittura di genere, entrambi non lombardi: questa fase segnò un mutamento del gusto delle committenze, che preferirono artisti di scuola non lombarda, su tutte quella veneta, ritenuta all'epoca più prestigiosa. A Settecento inoltrato si assiste ad un periodo in cui le linee del barocco vengono mitigate dall'incombente neoclassicismo, fino chiudere la stagione barocca milanese con il pittore Francesco Londonio, alla cui morte nel 1783 la città di Milano era già nel pieno dell'età dei lumi, in piena stagione neoclassica.

## Il primo Seicento
La prima parte del Seicento rappresenta il periodo di transizione tra il manierismo e le prime fasi del barocco, anche se non mancano esempi già maturi di linguaggio barocco all'epoca. Per il particolare periodo, in cui l'eredità di Carlo Borromeo era ancora forte e in cui gli interessi del governo spagnolo vertevano su aspetti più militari e strategici, l'arte e l'architettura religiosa guidano la transizione verso il nuovo gusto barocco.

### L'Ambrosiana

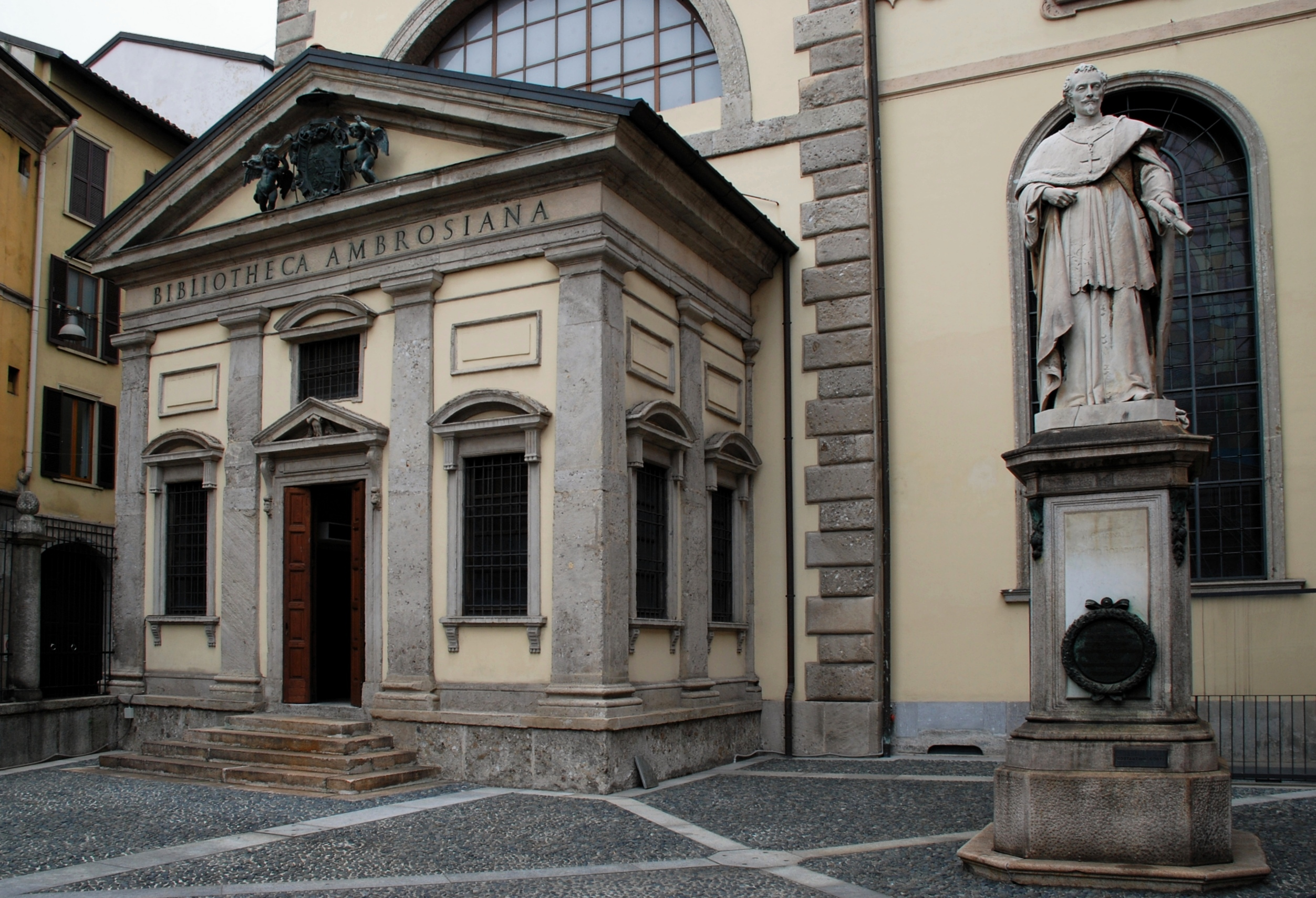
Vestibolo dell'Ambrosiana

Federico Borromeo fu uno dei principali promotori della cultura e dell'arte lombarda negli anni del suo cardinalato: molto influì in questo senso la formazione romana del cardinale, durante la quale ebbe modo di venire in contatto con i migliori artisti dell'epoca, diventando grande appassionato d'arte e collezionista. Da questo suo interesse nacque l'idea di creare un polo culturale per la città per la formazione di artisti e letterati secondo i canoni della controriforma, ai quali sarebbero stati messi a disposizione quadri e testi, oltre che insegnanti, al fine di promuovere l'arte e la cultura all'interno della città.
I lavori per il complesso cominciarono nel 1603: dopo aver acquistato e demolito un caseggiato nella zona di piazza San Sepolcro, i progetti del palazzo dell'Ambrosiana furono assegnati all'architetto Lelio Buzzi, che fece partire i lavori direttamente l'anno stesso; i lavori, che si protrassero tra varie modifiche fino al 1630, passarono di mano ad Alessandro Tesauro e infine a Fabio Mangone. La facciata fu completata nel 1609: l'ingresso verso il centro è costituito da un vestibolo scandito da tre campate di pilastri dorici che terminano sull'architrave, in cui è incisa la scritta BIBLIOTHECA AMBROGIANA; lo stemma dei Borromeo è scolpito su un timpano triangolare che corona il vestibolo. In molti contemporanei del Borromeo commentarono positivamente la soluzione classicheggiante della struttura, che venne addirittura definita "un tempo delle muse" dal teologo Luigi Rossi, elogiata per il "vestibolo alla romana" e il "peristilio architravato all'antica" da Ambrogio Mazenta o ancora paragonata alle architetture di Roma imperiale per "solidità e maestosità" da Girolamo Borsieri.

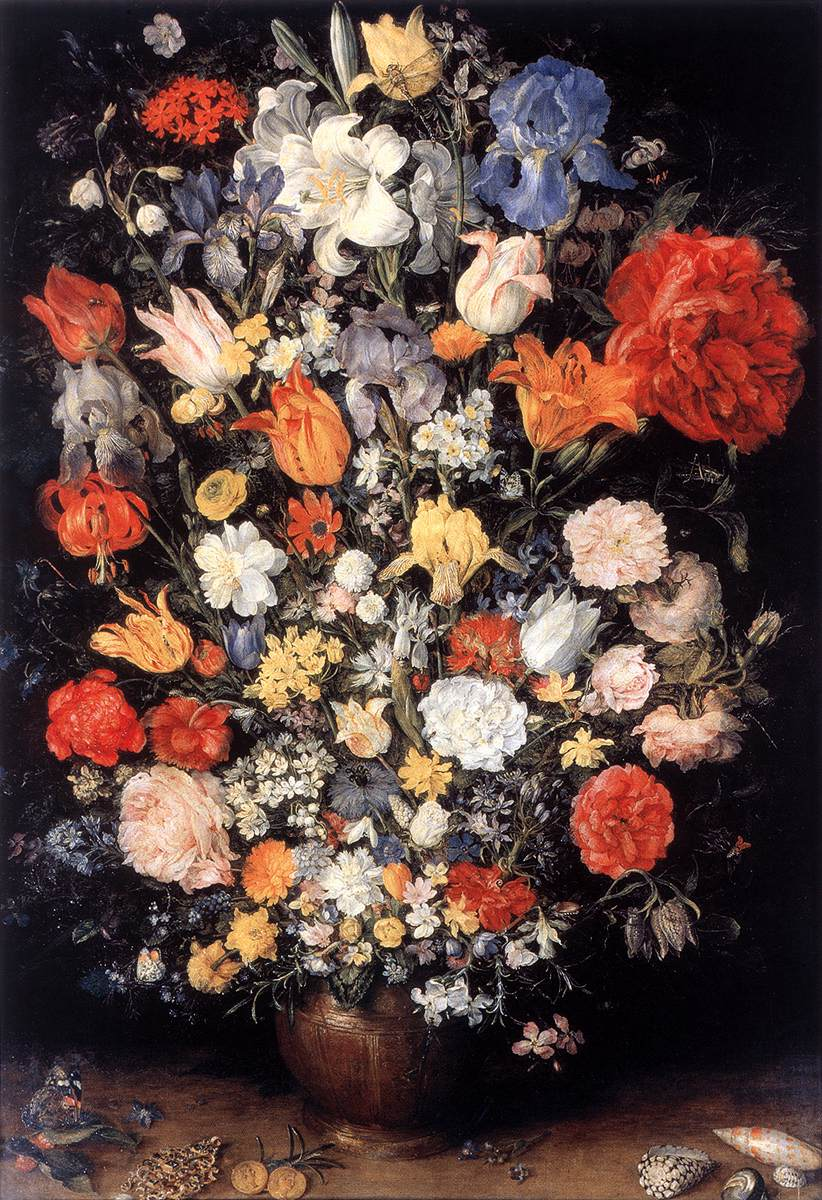
Jan Brueghel - Vaso di fiori con gioielli, monete e conchiglie (1606), Pinacoteca Ambrosiana

La prima struttura fu la biblioteca nel 1609; al momento dell'apertura contava quindicimila manoscritti e trentamila opere a stampa, molti dei quali appartenevano precedentemente alla vasta collezione privata del cardinale Borromeo, che comprendeva pezzi provenienti da Europa e Asia: fu una delle prime biblioteche pubbliche in Europa, e all'attività di biblioteca fu affiancata una stamperia e una scuola per lo studio di lingue classiche e di lingue orientali; questo fu il primo passo per la creazione del vasto polo culturale e museale dell'Ambrosiana.
La seconda struttura a fare la sua comparsa fu il Museo Ambrosiano, precursore dell'attuale Pinacoteca Ambrosiana, nel 1618, creato a partire dalla collezione privata di quadri, stampe, sculture e disegni di vario tipo del cardinale Borromeo: la collezione iniziale comprendeva 172 opere, di cui quasi la metà aveva come soggetto storie della tradizione cristiana o temi devozionali. Tale fatto non deve stupire in quanto in accordo con la dottrina Tridentina del Borromeo, che attribuiva all'arte un ruolo fondamentale nella diffusione della religione cattolica: più curiosa invece era la passione del cardinale per i dipinti a carattere naturale come nature morte e paesaggi, per gran parte di artisti stranieri, nella cui categoria si possono includere poco meno del 30% delle opere. Attualmente di proprietà della pinacoteca, dell'epoca trattata si può citare la vasta collezione di pittura seicentesca lombarda, che comprende tele di Giulio Cesare Procaccini, Giuseppe Vermiglio, il Morazzone e Carlo Francesco Nuvolone, e la sezione di pittura fiamminga con opere di Paul Brill e Jan Brueghel il Vecchio.
Terza ed ultima istituzione a fare la sua comparsa fu l'Accademia Ambrosiana nel 1620, una scuola di Belle Arti per la formazione di giovani artisti: benché ultima, era delle tre la più importante, infatti la biblioteca e la pinacoteca erano state realizzate per essere fruibili in particolar modo ai suoi allievi.
Il ruolo dell'accademia fu subito chiaro; così infatti scrisse Federico Borromeo nel suo statuto:«Per nessun altro motivo fu fondata la presente Accademia di Pittura, Scultura e Architettura se non per aiutare gli artisti a realizzare opere per il culto divino, migliori di quelle che si fanno attualmente»: il suo obiettivo era la creazione di una scuola di arte sacra, specialmente la pittura, che avrebbe istruito i fedeli e promosso le dottrine della chiesa cattolica riformata, in particolar modo descritte nel De pictura sacra dello stesso Borromeo.

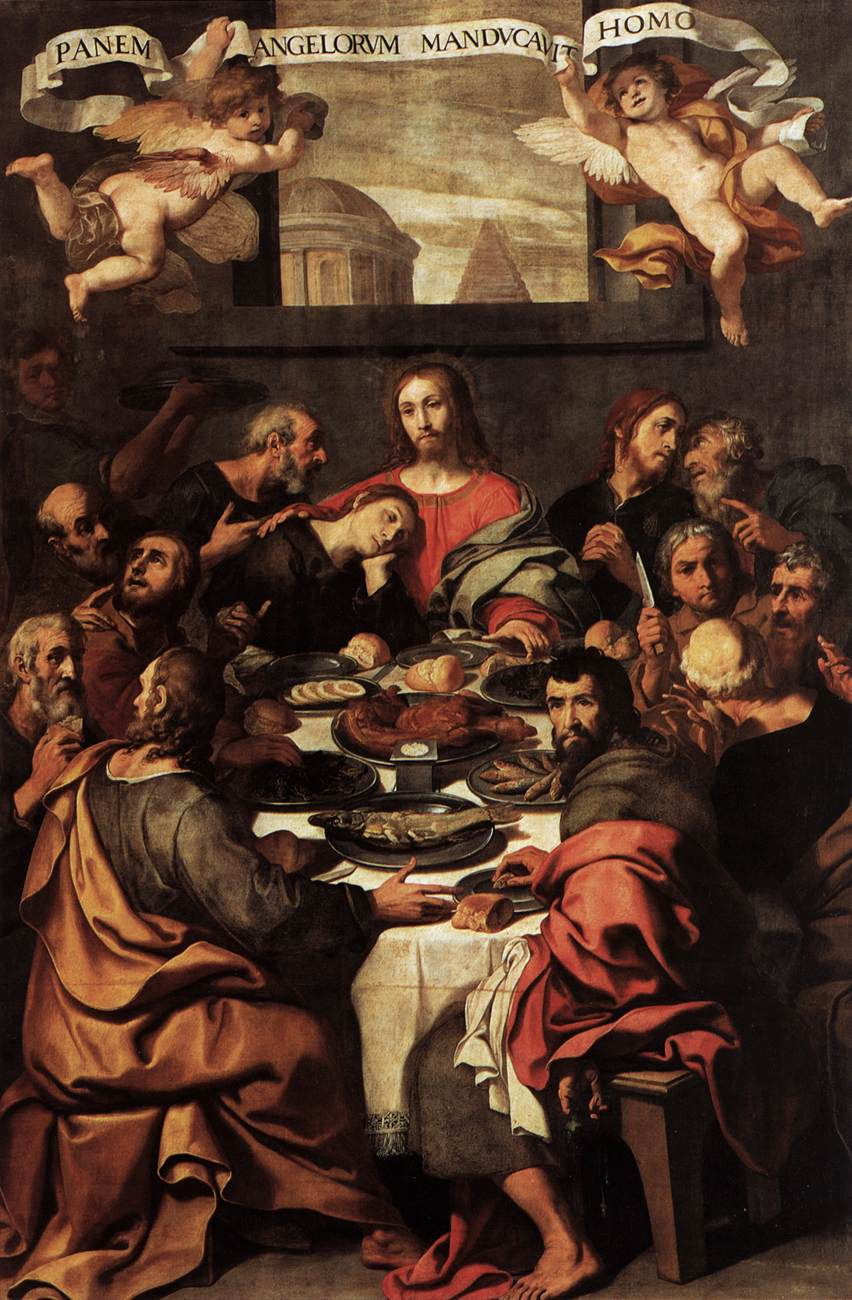
Daniele Crespi - Ultima Cena (1625), Pinacoteca di Brera

La tarda fondazione dell'accademia è dovuta al fatto che nei primi anni del Seicento era già attiva a Milano l'Accademia dell'Aurora del pittore Giovanni Battista Galliani, che tuttavia chiuse nel 1611 per via di uno scandalo a cui era legato il pittore; al che il cardinale Borromeo, dopo aver acquistato lo spazio necessario per ampliare il palazzo dell'Ambrosiana, iniziò ad applicarsi per la creazione della nuova accademia, studiando i regolamenti e i programmi delle migliori scuole di belle arti dell'epoca, tra cui l'Accademia dei Carracci a Bologna, l'Accademia del Disegno di Firenze e la romana Accademia di San Luca. A fondazione avvenuta, programma abituale degli studenti era riprodurre, supervisionati dai maestri, parti di opere di vario tema a partire da dipinti, disegni e sculture originali con diversi tipi di tecniche e materiali: le opere finite sarebbero poi state discusse collettivamente, e le migliori premiate. Se questo metodo era diffuso in gran parte delle accademie, fu invece innovativa l'importanza data allo studio delle opere originali della galleria dell'accademia rese disponibili agli studenti in numero nettamente maggiore, e spesso di migliore qualità, rispetto alle scuole contemporanee, dove era abitudine usare copie, stampe o lavori realizzati dagli studenti stessi. Tra i maestri delle tre discipline, spiccano il Cerano per la pittura, Gian Andrea Biffi per la scultura e Fabio Mangone per l'architettura, mentre si ebbero delle collaborazioni con Camillo Procaccini e con il Morazzone; invece tra gli allievi si ricordano Melchiorre Gherardini, Francesco Morone, Ercole Procaccini il Giovane e Daniele Crespi, probabilmente il più dotato tra gli allievi dell'accademia.
La vita dell'accademia fu breve, e all'inizio degli anni trenta del Seicento l'esperienza poté dirsi conclusa, a causa della peste, che portò alla scomparsa di molti allievi e maestri, e soprattutto per la morte del cardinale Borromeo, anche se l'accademia non chiuse ufficialmente. I risultati dell'accademia sono controversi: se è indubbio che contribuì alla formazione di molti giovani artisti, alcuni di grande spessore come il Crespi, e soprattutto di diffondere i canoni dell'arte controriformata; in molti ritengono che l'orientamento dichiaratamente religioso dell'accademia rappresentò il principale limite di questa. L'attività dell'accademia vide una breve fase nella seconda metà del Seicento, per poi scemare di nuovo e chiudere definitivamente i battenti solo nel 1776.

### Chiesa di San Giuseppe

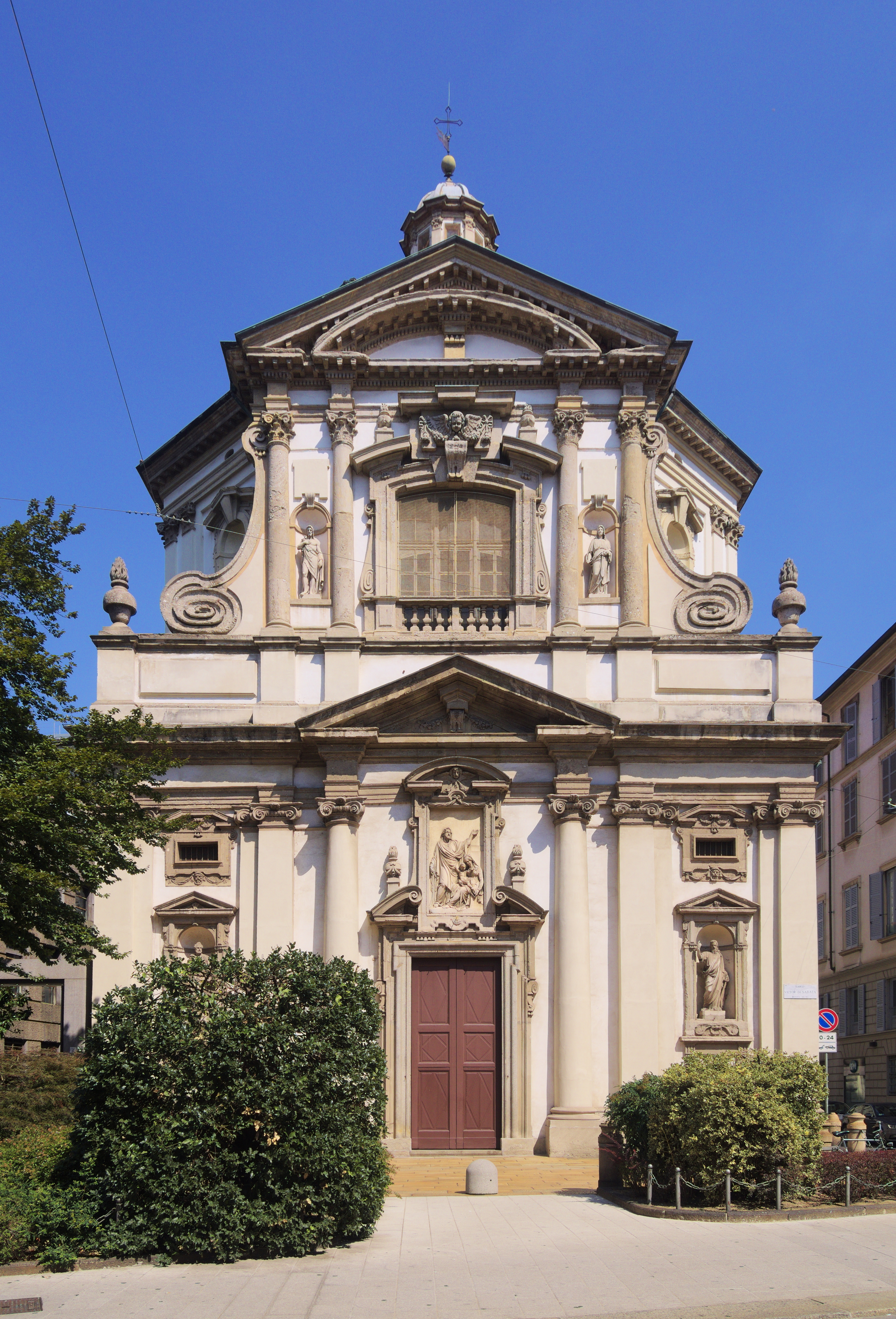
Chiesa di San Giuseppe

La chiesa di San Giuseppe è considerato come uno degli edifici più rappresentativi del primo barocco lombardo, nonché uno dei capolavori del Richini: la chiesa rappresenta il punto di stacco con l'architettura manierista, e servì peraltro da prototipo per le chiese barocche nell'uso della pianta longitudinale, specialmente nel nord Italia e talvolta in Europa centrale. Il progetto fu affidato dopo vari passaggi al Richini nel 1607, che per la prima volta si presentava come unico progettista di un edificio importante: il motivo di innovazione del progetto è l'utilizzo degli spazi, ovvero un'evoluzione della soluzione usata nella chiesa di Sant'Alessandro in Zebedia da Lorenzo Binago, suo maestro. La pianta, longitudinale, è formata dalla fusione di due spazi a pianta centrale: il primo di forma ottagonale, ottenuta come un quadrato a cui sono smussati gli angoli, su tali angoli sono presenti due colonne di ordine gigante che sostengono dei balconcini; il secondo spazio, che ospita il presbiterio, è leggermente più piccolo ed è di forma quadrata, a cui si affiancano due cappelle laterali; i due spazi sono uniti da un arco che spazialmente appartiene ad entrambi gli ambienti, creando una sorta di unione tra i due. Per la soluzione della colonne giganti sugli angoli, il Richini si ispirò alla chiesa di San Fedele di Pellegrino Tibaldi: l'evoluzione consiste nell'utilizzo della copertura a cupola anziché a vela con cui si allinea alle nuove tendenze del barocco romano, pur muovendosi in continuità con la tradizione lombarda, per cui l'architetto scelse un tiburio ottagonale.

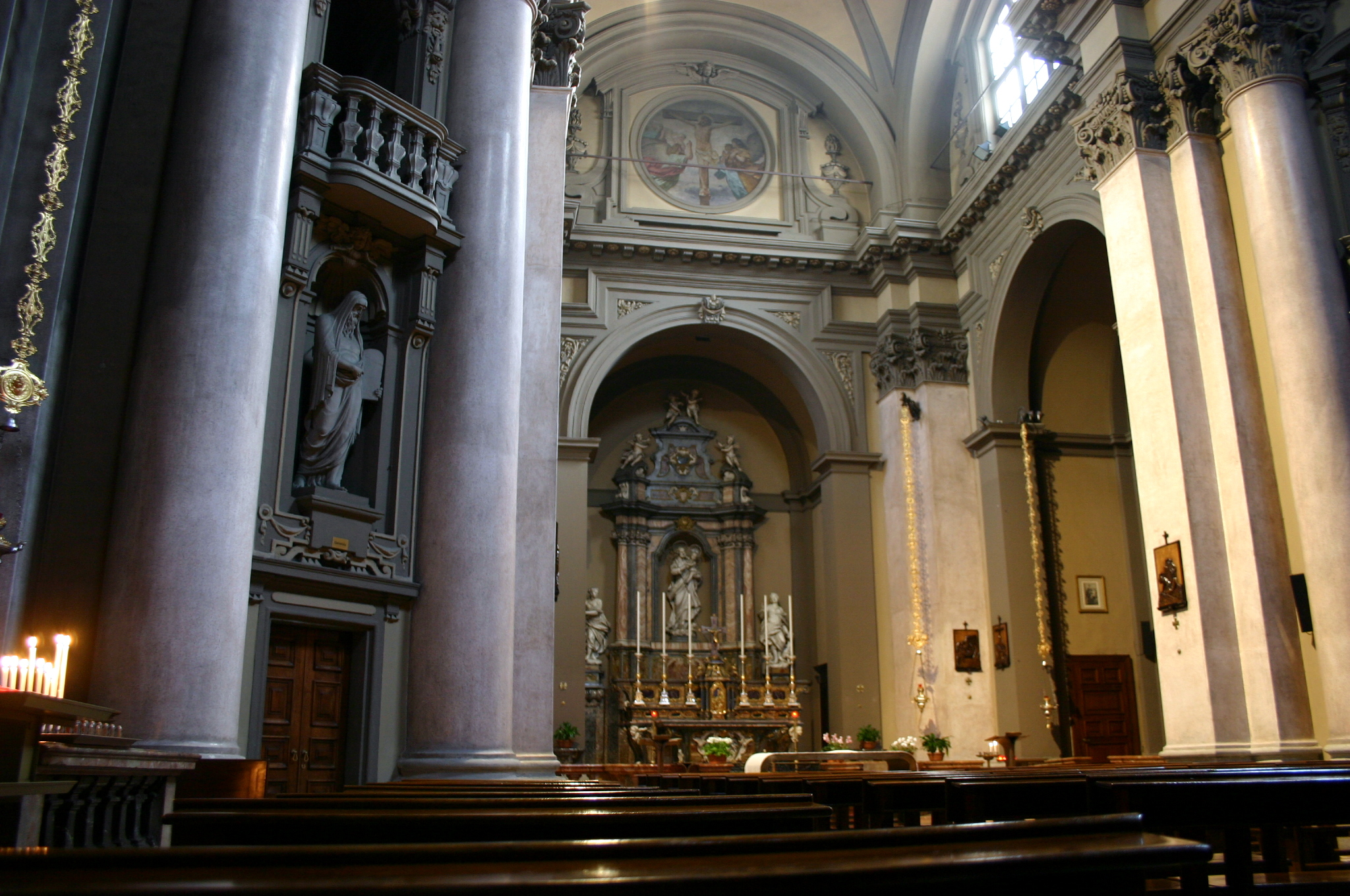
Interno della chiesa di San Giuseppe

La facciata è divisa su due ordini entrambi scanditi da lesene e colonne, quello inferiore è centrato sull'unico portale della chiesa, mentre ai lati vi sono due nicchie ospitanti delle statue; l'ordine superiore, è raccordato con la base da due volute, e si conclude in alto con un frontone ottenuto dalla sovrapposizione di una soluzione triangolare e una curva, mentre sull'ordine superiore vi è centrato un finestrone dalle decorazioni elaborate. Anche in questo caso la facciata, di chiara ispirazione alla chiesa di Santa Susanna alle Terme di Diocleziano di Carlo Maderno, si allinea con gli emergenti gusti barocchi romani. Benché la facciata in quel periodo rappresentasse solo un preludio dell'edificio e quindi non fosse soggetta aglio stessi studi concessi agli interni, essa costituì uno dei modelli più utilizzati per le facciate di chiese barocche negli anni a seguire. All'interno i 2 spazi principali non assumono proporzioni e forme preponderanti l'uno rispetto all'altro, questo perché il Richini oltre a progettarli di simile grandezza, si preoccupò di fornire uguale illuminazione; e seppe inoltre anticipare il dinamismo dell'arte barocca, sempre con accurati studi sulla luce e con la pavimentazione nello spazio ottagonale con lastre di marmo bianche e nere disposte in maniera concentrica. I quattro altari della chiesa risalgono a dopo l'inaugurazione dell'edificio nel 1616, il primo in ordine cronologico è dedicato alla Morte di san Giuseppe (1625) e presenta una pala dell'episodio dipinto da Giulio Cesare Procaccini, mentre al 1630 risale la pala del Matrimonio della Vergine del Cerano, perduti sono invece gli affreschi di San Giuseppe di Giuseppe Vermiglio, frequentemente menzionati nelle guide settecentesche.
Gli altri due altari, a fianco del presbiterio, risalgono al secondo Seicento milanese, e presentano la pala d'altare della Predica del Battista, attribuita dalla maggioranza dei critici a Giovanni Stefano Danedi, detto il Montalto, mentre l'ultima pala di Andrea Lanzani risale al 1675 raffigurante il Mistero della fuga in Egitto; in queste due pale, rispetto al resto della chiesa si nota uno stile già marcatamente barocco, se non presettecentesco. Sempre nel tardo Seicento vennero registrate le opere di ebanisteria di Giuseppe Garavaglia, figlio del più celebre Carlo, che però furono in gran parte perdute negli anni, di cui rimane solo la cantoria e la facciata dell'organo.

### Altre architetture religiose

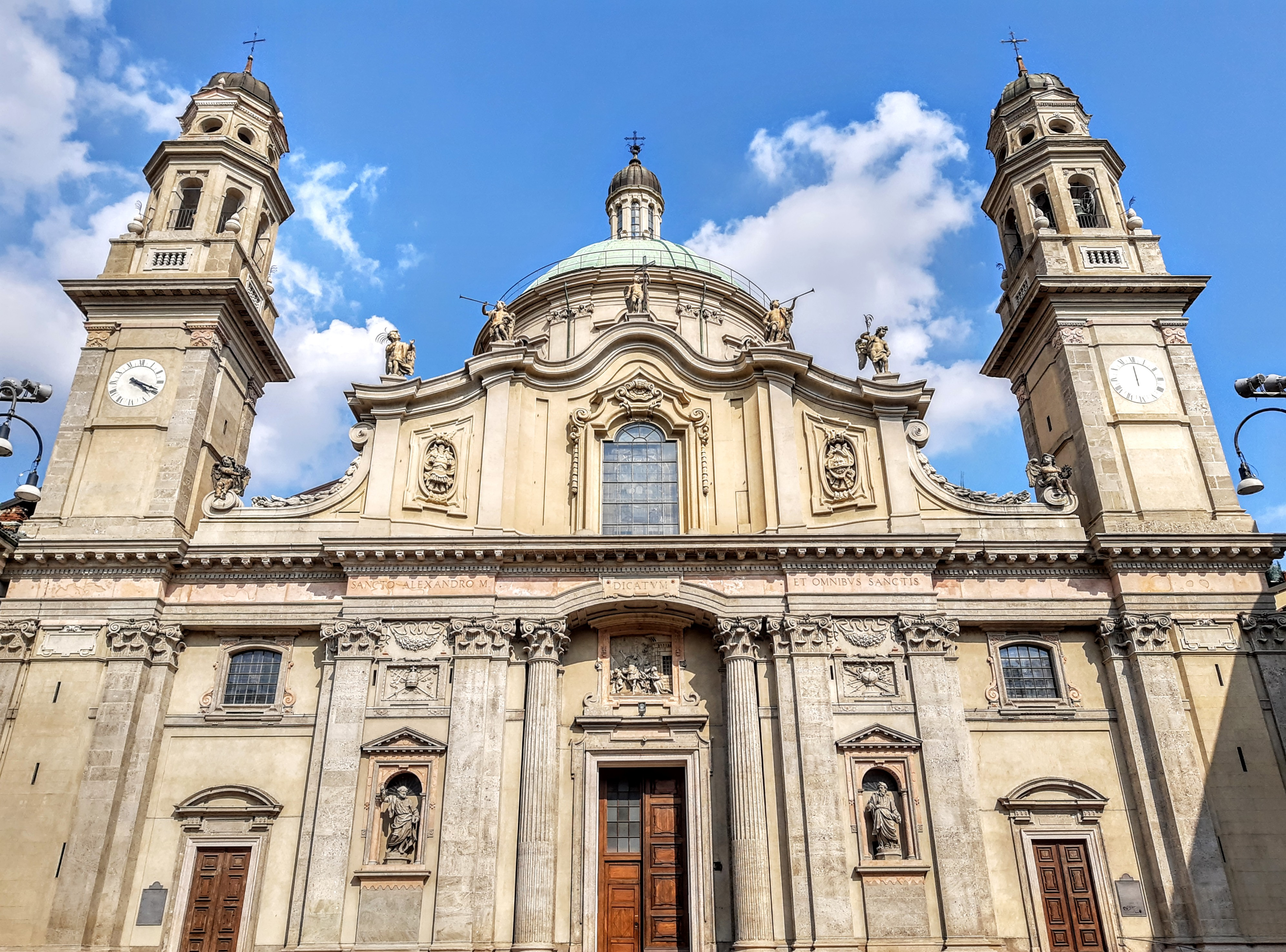
Chiesa di Sant'Alessandro

Una delle prime chiese milanesi in stile barocco fu la chiesa di Sant'Alessandro in Zebedia, i cui progetti di Lorenzo Binago furono approvati nel 1601: i cantieri si conclusero definitivamente nel 1710 con la costruzione del campanile sinistro.
Nonostante il lungo protrarsi dei lavori, si pensa che nel 1611 i lavori dovessero essere in uno stadio già avanzato, infatti in quell'anno si celebrò la festa di san Carlo nell'edificio: uno dei motivi dei ritardi nella costruzione furono i segni di cedimento della cupola a lavori ultimati nel 1627, che venne quindi demolita e ricostruita.
La chiesa si presenta a pianta combinata centrale e longitudinale, ovvero il corpo principale assume una forma rettangolare, mentre l'interno ha una struttura a croce greca, con i restanti spazi organizzati in quattro cappelle sormontate da altrettanti cupolotti e la cupola maggiore posta sopra il centro della pianta a croce greca; la regolarità della pianta rettangolare è rotta dall'abside posto sul fondo della chiesa.

La facciata fu realizzata in due diversi periodi: l'ordine inferiore concluso nel 1623 organizzato in tre portali intervallati da paraste, di cui il maggiore al centro, introdotto da due colonne corinzie che reggono un finto arco, in cui è presente il rilievo di Sant'Alessandro che indica il disegna della chiesa di Stefano Sampietri; sempre sull'ordine inferiore si segnalano le nicchie contenenti le statue di San Pietro e San Paolo sempre del Sampietri. L'ordine superiore venne concluso nel Settecento su progetto di Marcello Zucca, ed è composto da un frontone mistilineo, su cui sono disposte statue di putti.

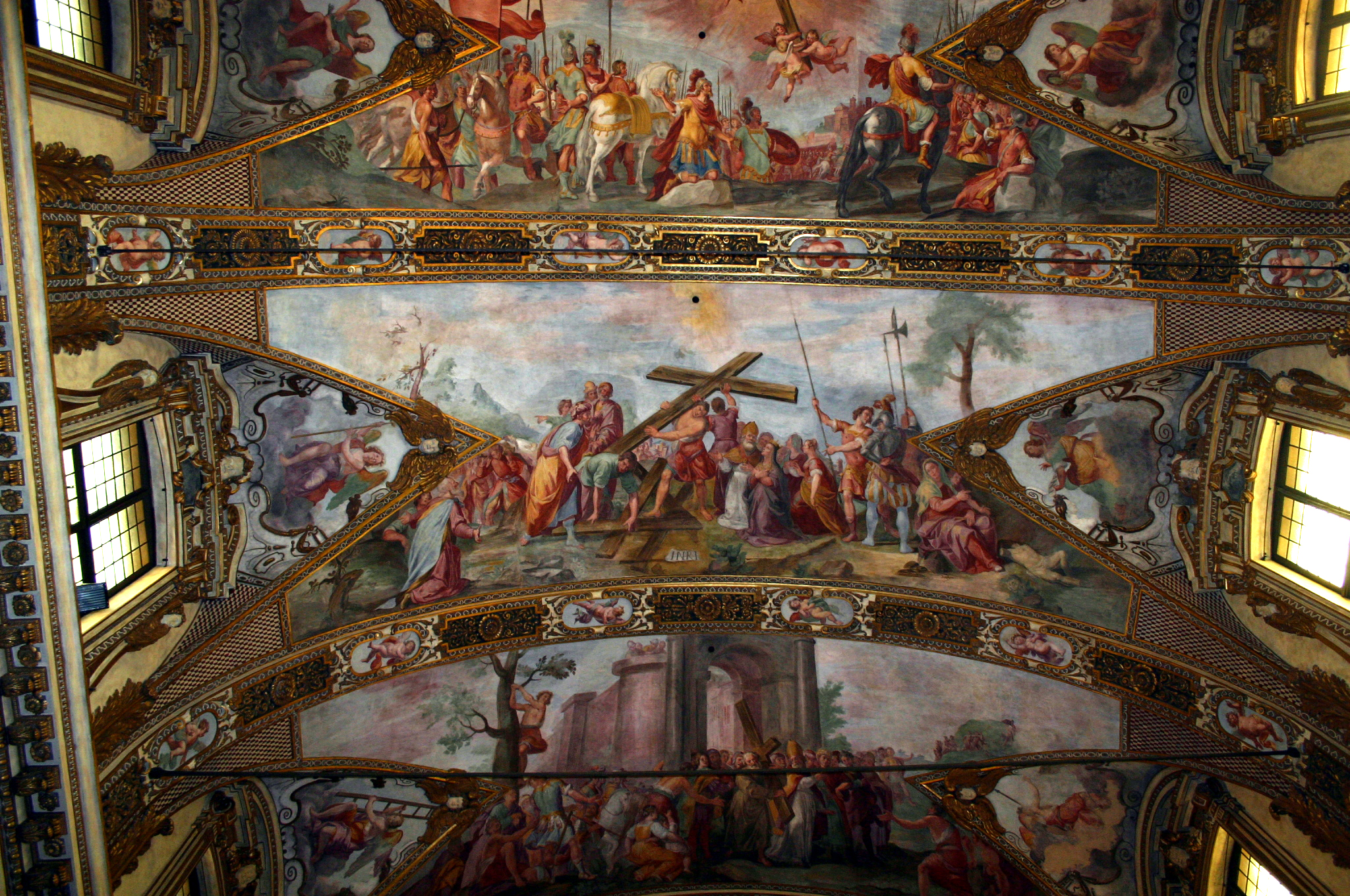
Affreschi dei Carlone in Sant'Antonio Abate

L'interno della chiesa, definito come un "museo delle arti figurative del Seicento lombardo", presenta una navata completamente affrescata ad opera di diversi artisti secondo il tema di alcuni episodi biblici; l'affresco della cupola rappresenta la Gloria di tutti i santi (1696) e fu realizzato da Filippo Abbiati e Federico Bianchi, così come l'abside e il presbiterio, affrescati a tema di Episodi della vita di sant'Alessandro. Tutte e quattro le cappelle sono fittamente affrescate e decorate, tra cui si segnalano la tele dell'Assunzione di Maria e la pala Navità di Camillo Procaccini, e gli affreschi degli Angeli dei Fiammenghini, l'Adorazione dei magi del Moncalvo e infine la Decollazione del Battista su tela di Daniele Crespi. Da notare, in tema di arti applicate, i confessionali e il pulpito in legno o marmo intarsiato.

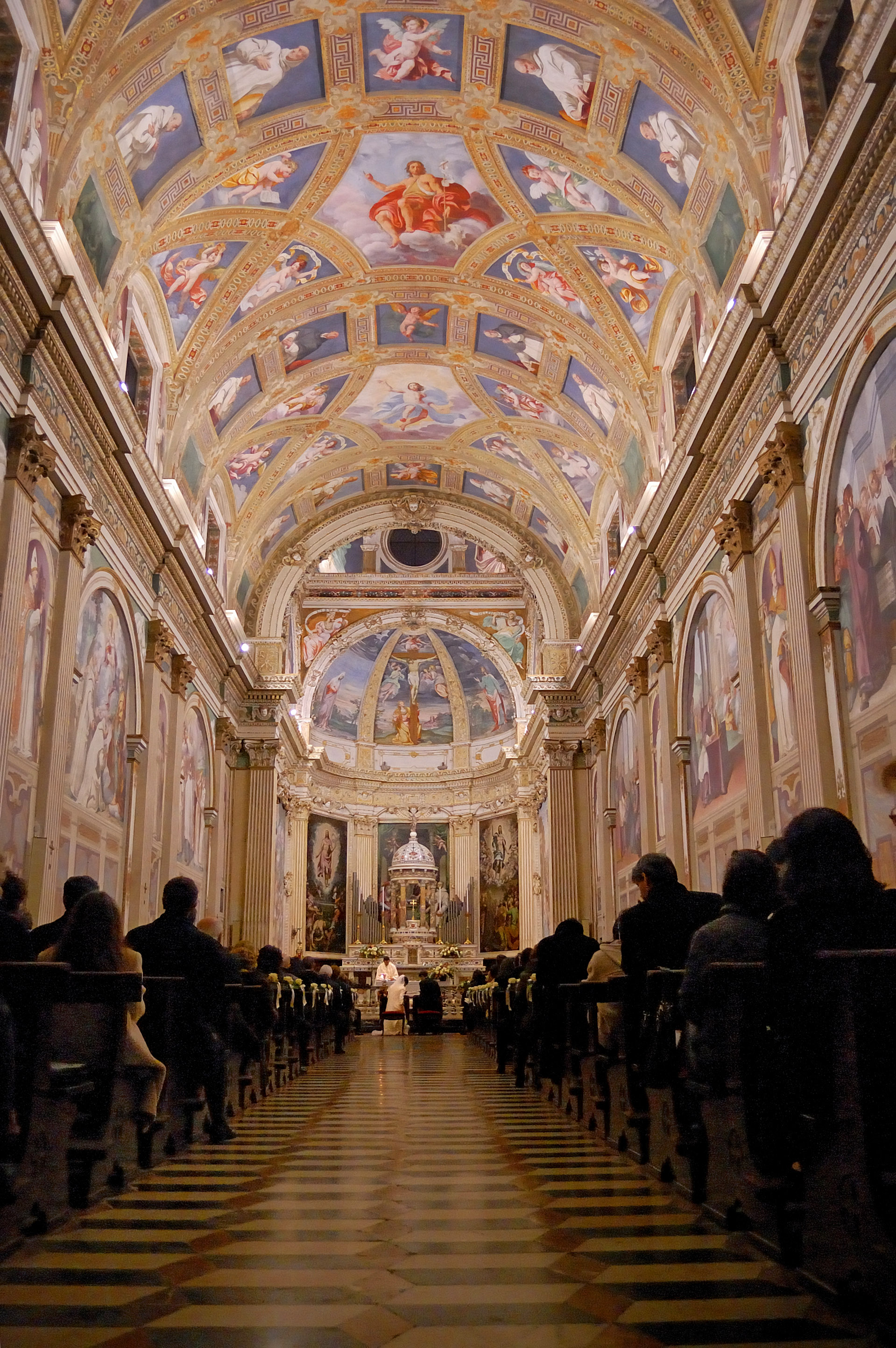
Navata della Certosa di Garegnano, affrescata dal Crespi

Sempre nel centro storico, sebbene la chiesa di Sant'Antonio Abate abbia subito il completo rifacimento della facciata in epoca neoclassica, gli interni sono comunque tra i migliori esempi decorativi del barocco lombardo. La costruzione della chiesa fu decisa nel 1582 e affidata a Dionigi Campazzo, la pianta è a croce latina, la navata e la controfacciata sono affrescati con il ciclo di Storie della Vera Croce di Giovanni Carlone, poi concluso dal fratello Giovanni Battista alla morte per peste di Giovanni. Ai lati della navata sono presenti le cappelle: la cappella di S. Andrea Avellino ospita la pala d'altare dello Svenimento del Beato Andrea Avellino di Francesco Cairo ed è affrescata da Ercole Procaccini il Giovane e Filippo Abbiati; sempre a destra, la cappella della Vergine del Suffragio realizzata da Carlo Buzzi ospita il gruppo scultoreo del Cristo Morto di Giuseppe Rusnati. Sul transetto si possono osservate le tele del Morazzone, di Annibale e Ludovico Carracci, mentre la volta appare affrescata da Tanzio da Varallo.
Sul lato sinistro, la terza cappella è ornata da tre tele di Giulio Cesare Procaccini, mentre la seconda, su progetto di Gerolamo Quadrio, contiene un altro ciclo scultoreo del Rusnati, e l'Estasi di san Gaetano su tela del Cerano.

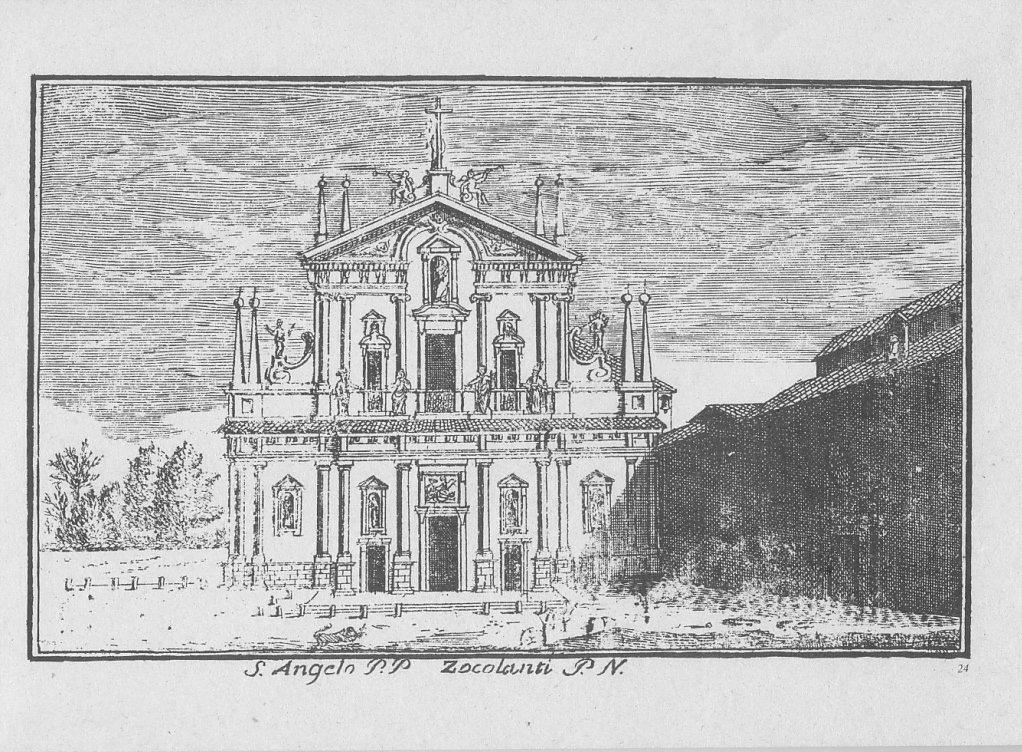
Marc'Antonio Dal Re - Vedute di Milano, SantAngelo dei Padri Zoccolanti (1697-1766)

In via della Moscova, si trova la chiesa di Sant'Angelo, edificata in periodo tardomanierista, ma conclusa nel 1630. La facciata è divisa in due ordini, quello inferiore scandito da quattro colonne coronate da altrettante statue, e quello superiore decorato da tre finestroni e coronato da un timpano; gli interventi barocchi più significativi si possono tuttavia vedere all'interno. Nelle cappelle laterali si segnalano le tele dell'Estasi di san Carlo Borromeo del Morazzone, lo Sposalizio della Vergine di Camillo Procaccini, e gli affreschi raffiguranti Storie di Sansone nella prima cappella sinistra completamente decorata da Panfilo Nuvolone, padre di Carlo Francesco. Sulle pareti del presbiterio e del coro sono dipinte le quattro Storie della Vergine di Simone Barabino e dall'Assunta di Camillo Procaccini; di notevole interesse è infine la sacrestia che contiene la lunetta di Giulio Cesare Procaccini del Cristo morto pianto dagli angeli, considerato uno dei suoi migliori lavori.
Sempre al primo Seicento si possono menzionare la chiesa di Santa Maria Podone su disegno di Fabio Mangone e la chiesa di San Sisto. All'epoca fuori dalle mura della città, oggi in periferia, si trova la Certosa di Garegnano: benché parte della chiesa sia stata edificata in epoca manierista, gran parte degli interni, realizzati nel primo Seicento, rappresentano uno degli esempi più riusciti del barocco milanese. La facciata venne conclusa nel 1608; all'interno la volta della navata fu affrescata da Daniele Crespi con il Sacrificio di Abramo, la Maddalena in estasi, ispirato dagli affreschi del Camerino degli Eremiti a Palazzo Farnese di Giovanni Lanfranco, San Giovanni Battista, più aderente ai modelli classicisti emiliani, e il Cristo in gloria, rappresentato secondo i canoni della Controriforma, a cui si aggiungono varie figure di monaci certosini; la controfacciata è dipinta con le Storie di san Bruno sempre del Crespi: tali realizzazioni sono considerate tra le migliori prove dell'artista. Sono inoltre presenti nella chiesa le pale d'altare dell'Apparizione di Cristo a santa Caterina da Siena di Camillo Procaccini, e San Bruno tra sant'Ugo di Grenoble e san Carlo Borromeo del Genovesino.

### Pittura

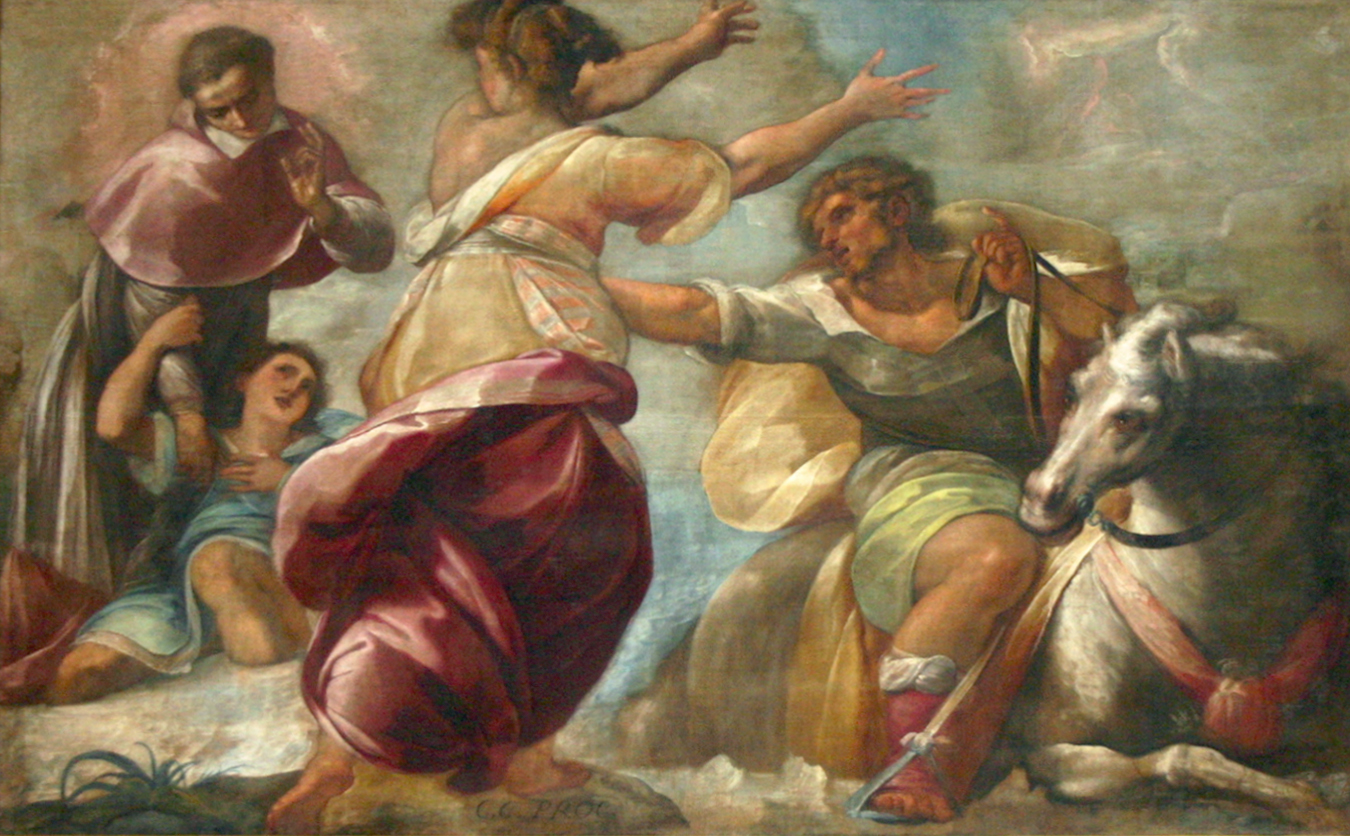
Giulio Cesare Procaccini - Miracolo del fanciullo Giovanni Tirone (1610), Duomo di Milano

I protagonista della prima pittura barocca milanese sono, come già specificato, il Cerano, Giulio Cesare Procaccini e il Morazzone. Questi tre personaggi furono i principali autori dei cicli dei Quadroni di San Carlo, annoverati tra i maggiori cicli pittorici del primo barocco milanese.
I Quadroni di san Carlo consistono in due cicli pittorici che raccontano episodi della vita di san Carlo Borromeo, tra i personaggi principali del Concilio di Trento e della Controriforma: tali cicli furono commissionati in stretta relazione alla proposta di canonizzazione del cardinale Borromeo: essi dovevano mostrare attraverso un percorso iconografico l'esemplarità della vita di Carlo Borromeo. Il primo ciclo, realizzato tra il 1602 e il 1604, comprendeva venti teloni, a cui ne furono aggiunti alcuni successivamente, che spaziano dalla descrizione dell'attività pubblica del cardinale, come la diffusione delle dottrine della controriforma e le visite agli appestati, fino alla vita privata, come episodi di carità e penitenza; i quadri vedono l'opera dei già citati Cerano e Morazzone, a cui si aggiungono Paolo Camillo Landriani, detto il Duchino, Giovanni Battista della Rovere, detto il Fiammenghino, e altri minori come Carlo Antonio Procaccini, cugino del più famoso Giulio Cesare, e Domenico Pellegrini. Il secondo ciclo dei quadroni risale al 1610, a canonizzazione avvenuta e ha come tema i miracoli del santo: è composto da ventiquattro dipinti a tempera; il Cerano, Giulio Cesare Procaccini e il Duchino, ne realizzarono sei a testa, mentre gli altri furono realizzati da maestri minori, come Giorgio Noyes e Carlo Buzzi: alcune tele aggiuntive saranno commissionate verso la fine del Seicento.

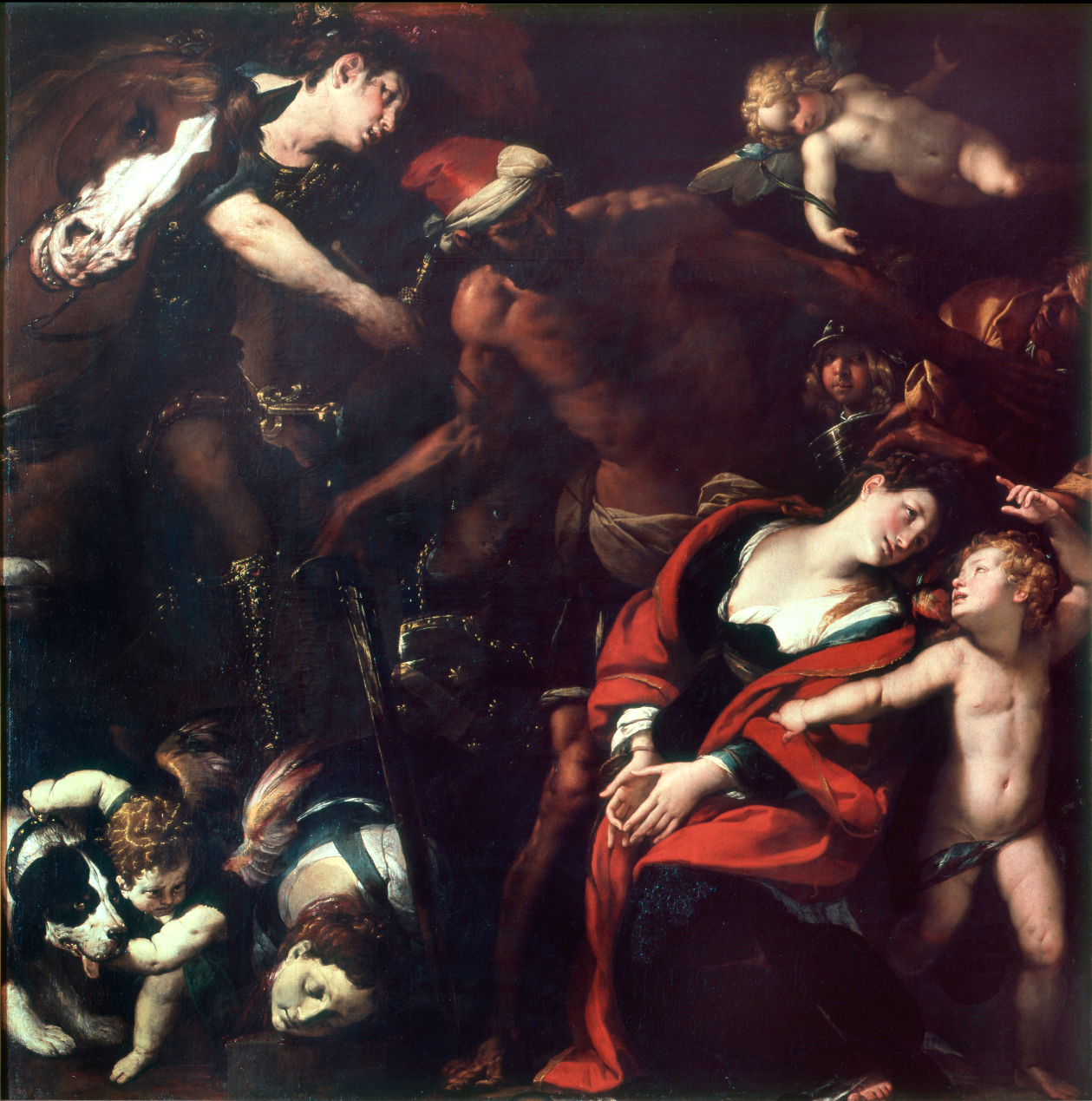
Il Cerano, Giulio Cesare Procaccini, Il Morazzone - Quadro delle tre mani (1625), Pinacoteca di Brera

Se i Quadroni di san Carlo nel complesso sono uno dei cicli pittorici più rappresentativi della prima arte barocca milanese, i critici spesso si dividono sull'uniformità della qualità delle realizzazioni: se le opere del Cerano sono lodate dalla critica per l'eccellente risultato, il Duchino e il Fiammenghino non riescono ad ottenere il medesimo consenso, per poi passare all'operato di Carlo Antonio Procaccini e di Domenico Pellegrini, le cui prove sono raramente ritenute della stessa qualità dei precedenti artisti.
Capolavoro della pittura del Seicento lombardo è invece il quadro Martirio delle sante Rufina e Seconda, più conosciuto come il Quadro delle tre mani, in quanto realizzato in una collaborazione tra il Cerano, Giulio Cesare Procaccini e il Morazzone, ovvero i maggiori pittori dell'epoca. Il quadro rappresenta il martirio di due giovani sorella nell'età della Roma imperiale e può essere idealmente diviso nelle tre parti in cui operarono i pittori: al centro è opera del Morazzone il carnefice con in mano uno spadone, i suoi assistenti e l'angioletto con la palma del martirio, il Procaccini si occupò sulla destra di santa Rufina e dell'angelo che porta lei conforto, al Cerano si deve la parte sinistra con il cavaliere, la santa Seconda già decapita e l'angelo che trattiene un cane, intento a lanciarsi sulla testa della santa. Analizzando la carriere e lo stile dei singoli artisti, si può affermare come il committente, Scipione Toso, affidò ciascuna delle parti del quadro a seconda dei temi e degli stili più congeniali ai pittori: se il Cerano fu particolarmente abile nell'imprimere un tono drammatico all'opera, il Procaccini fu capace di rappresentare adeguatamente la speranza cristiana, mentre il Morazzone si distinse per un carattere più energico e dinamico della sua rappresentazione.
Infine, gli artisti sopracitati presero parte nella ristretta corrente della ritrattistica: la più celebre raccolta dell'epoca è quella dei benefattori dell'ospedale maggiore, in cui spiccano Daniele Crespi e Tanzio da Varallo coi ritratti dei Pozzobonelli e di Francesco Pagano.

### Architetture civili

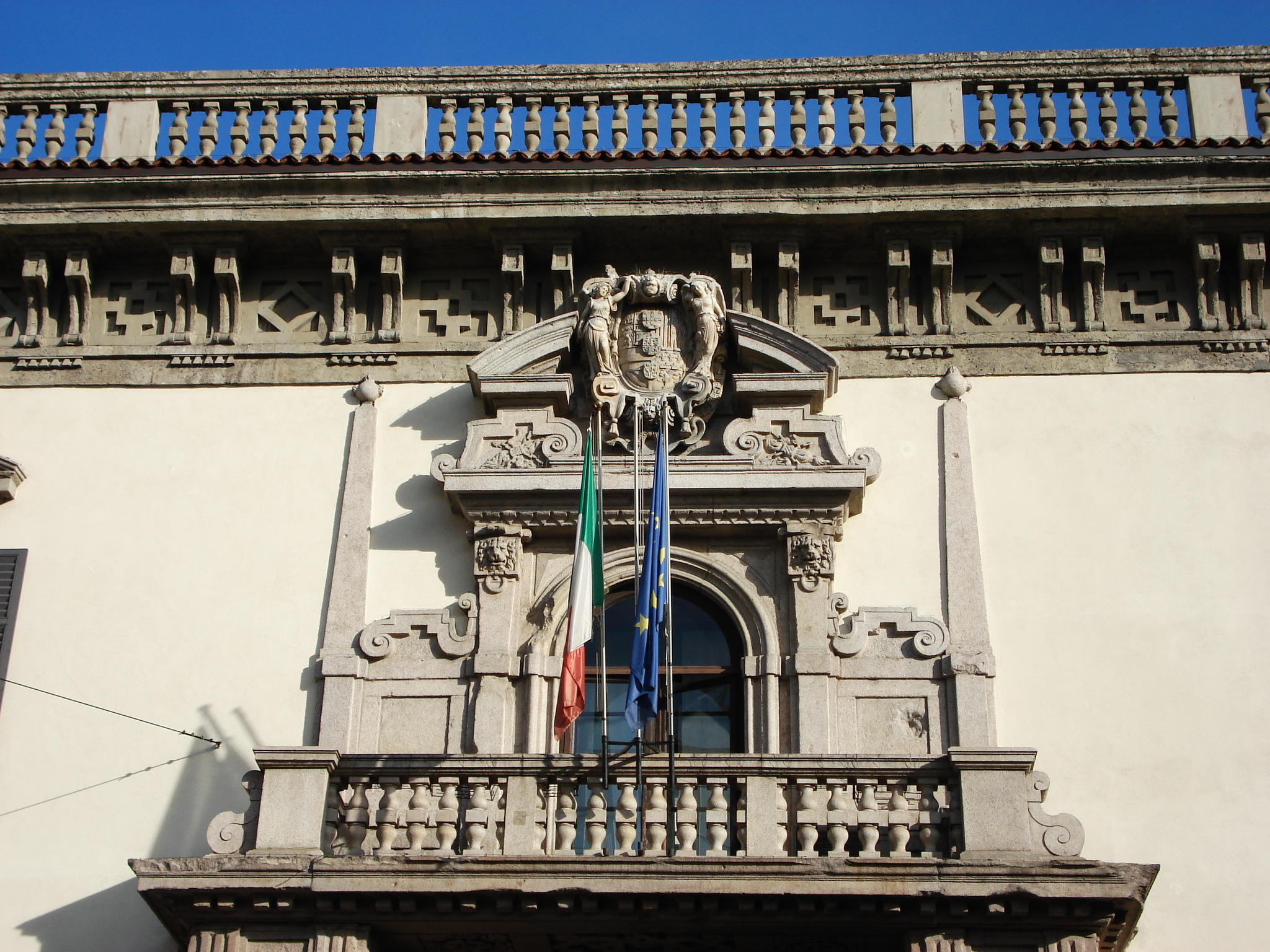
Particolare del Palazzo del Capitano di Giustizia

Nel primo Seicento le committenze religiose superarono di gran lunga quelle civili: in numero decisamente minore di edifici religiosi e arte sacra, furono realizzati anche palazzi civili, spesso comunque legati a committenze religiose.
L'esempio maggiore di architettura civile dell'epoca è il Palazzo del Senato, commissionato nel 1608 da Federico Borromeo per ospitare il Collegio Elvetico: il progetto fu assegnato in origine a Fabio Mangone, ripresa vent'anni dopo dal Richini. Particolarità del palazzo è la parte centrale della facciata concava, ideata dal Richini, che si stacca dal più sobrio stile milanese, avvicinandosi ad un più decorato barocco romano, all'interno si trovano due cortili dalle forme più classicistiche del Mangone, definiti da un doppio ordine di logge architravate.
Cominciato su ordine di Francesco Sforza, il cantiere per l'Ospedale maggiore del Filarete, da molti anni fermo, riaprì nel 1624 grazie ad un grande lascito di un privato: i progetti di rinnovo furono ancora una volta affidati al Richini e a Fabio Mangone, ai quali si deve la parte centrale della facciata e il grande portale barocco con timpano, fiancheggiato da nicchie con statue, e la rielaborazione del cortile principale con un doppio ordine di logge ad arco con decorazioni in marmo e cotto; ai lavori e ai disegni per i lavori presero parte anche artisti come Camillo Procaccini e del Cerano.
Si cita infine il palazzo del Capitano di Giustizia, iniziato nel XVI secolo, subì moltissimi rimaneggiamenti e ampliamenti nel corso degli anni: degli interventi seicenteschi rimangono la facciata, con il ricco portale, e il cortile interno a loggia in bugnato.

## Il secondo Seicento

### Architetture religiose
Rispetto al primo Seicento, i cantieri religiosi non ebbero più la stessa vivacità del periodo di Federico Borromeo, anche se rappresentavano ancora le maggiori committenze del periodo; tuttavia fu più privilegiata la decorazione di interni di chiese già esistenti piuttosto che l'edificazione di nuovi edifici.

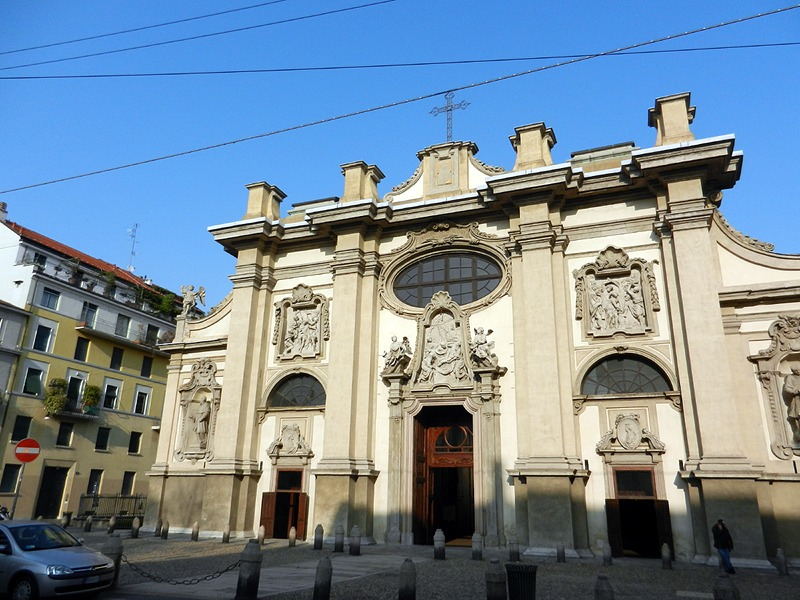
Facciata della chiesa di Santa Maria della Passione

Il cantiere della chiesa di Santa Maria della Passione fu iniziato nel XVI secolo diminuendo negli anni d'intensità, per riprendere vivacità nel Seicento, la chiesa risulta quindi un misto tra arte barocca e rinascimentale lombarda. La facciata della chiesa, che risale al 1692 su progetto di Giuseppe Rusnati, è scandita da quattro paraste: ai lati estremi sono presenti due nicchie tipicamente barocche, mentre gli altri tre spazi scanditi dalle paraste son decorati con altorilievi raffiguranti la Flagellazione, la Coronazione di spine e la Deposizione; da notare la similitudine con la chiesa di Sant'Alessandro in Zebedia nei putti posti ai lati della facciata.
Le decorazioni all'interno risalgono in gran parte al primo Seicento. Nella navata centrale alla base della cupola il ciclo delle Storie della Passione di Daniele Crespi; nella navata destra la terza cappella ospita la tela di Giulio Cesare Procaccini raffigurante Cristo alla colonna, mentre la quinta cappella presenta le tele di Ester e Assuero e Madonna del Rosario tra san Domenico e santa Caterina da Siena di Giuseppe Nuvolone. Nella navata sinistra ospita le tele di Camillo Procaccini, datate 1610, con San Francesco riceve le stimmate e Cristo nell'orto degli ulivi, oltre che l'opera sempre su tela di Giuseppe Vermiglio Funerale di Thomas Beckett (1625); nella quarta cappella sono presenti la Madonna e i santi del Duchino, e la Flagellazione e Cristo dell'orto degli ulivi questa volta di Enea Salmeggia detto il Talpino; infine nella prima cappella è il celebre dipinto del Digiuno di san Carlo di Daniele Crespi che, rispettando accuratamente i dettami artistici indicati da Carlo Borromeo stesso, vuole rappresentare nella sua essenzialità l'elevatezza morale e religiosa del santo.

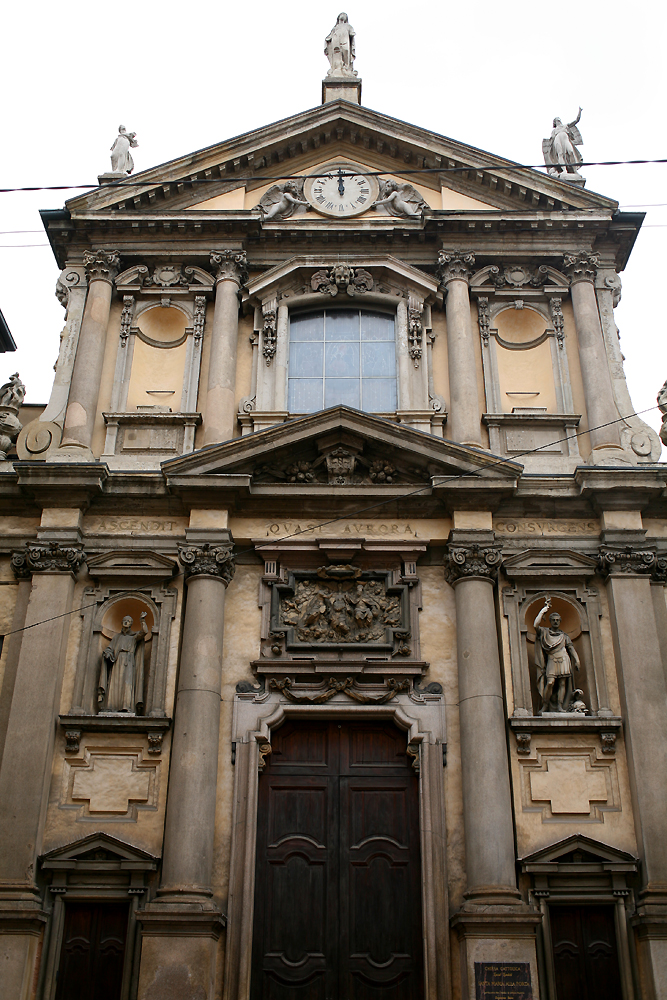
Facciata della chiesa di Santa Maria alla Porta

L'altra realizzazione maggiore dell'epoca fu la chiesa di Santa Maria alla Porta, completamente ricostruita sulla vecchia chiesa risalente al XII secolo: il progetto fu inizialmente redatto da Francesco Maria Richini a partire dal 1652, per poi passare alla morte dell'architetto nel 1658 a Francesco Borromini che terminò il progetto, a cui si deve in particolare il portale maggiore. La facciata, piuttosto slanciata, si presenta divisa in due ordini, rispettivamente ionico e corinzio, uniti da volute e che si concludono con un timpano sul quale sono collocate le statue della Vergine e di due Angeli; sulla facciata ai lati sono presenti delle nicchie, mentre più decorata è la parte centrale, con il portale maggiore architravato sormontato da un rilievo di Carlo Simonetta dell'Incoronazione della Vergine del 1670; l'ordine superiore è quindi decorato da un finestrone tardo barocco.
L'interno è costituito da una sola navata con cappelle laterali introdotte da serliane, che termina con il presbiterio che regge una cupola con lanterna attribuita a Gerolamo Quadrio; sul tamburo sono presenti nicchie con sculture di Angeli di Giuseppe Vismara e Carlo Simonetta risalenti al 1662. Tra le quattro cappelle si segnala la prima sul lato destro, progettata da Giuseppe Quadrio, con le opere Gloria e Angeli sempre del Simonetta: essa costituisce una delle migliori testimonianze di scultura del secondo Seicento lombardo.
Dell'epoca è anche la chiesa di San Nicolao, ricostruita a partire dal 1660 successivamente alla demolizione di una chiesa preesistente da Gerolamo Quadrio e Giovan Battista Paggi. La chiesa si presenta piuttosto sobria sia all'interno che all'esterno, tuttavia contiene una delle poche testimonianze di pittura napoletana della città, ovvero una tela di San Nicola di Massimo Stanzione, donata all'epoca della consacrazione della chiesa da parte del consigliere del Re di Spagna Matteo Rosales. Della chiesa di Santa Maria della Vittoria, son stati completamente rimaneggiati gli esterni, in particolare la facciata novecentesca; si segnalano invece gli interni per la tela di San Pietro liberato dal carcere di Giovanni Ghisolfi e gli Angeli in marmo di Antonio Raggi entrambi collocati in prossimità dell'altere destro, mentre sull'altare sinistro vi sono la tela di San Carlo che comunica con gli appestati di Giacinto Brandi e altri due Angeli in marmo di Dionigi Bussola.

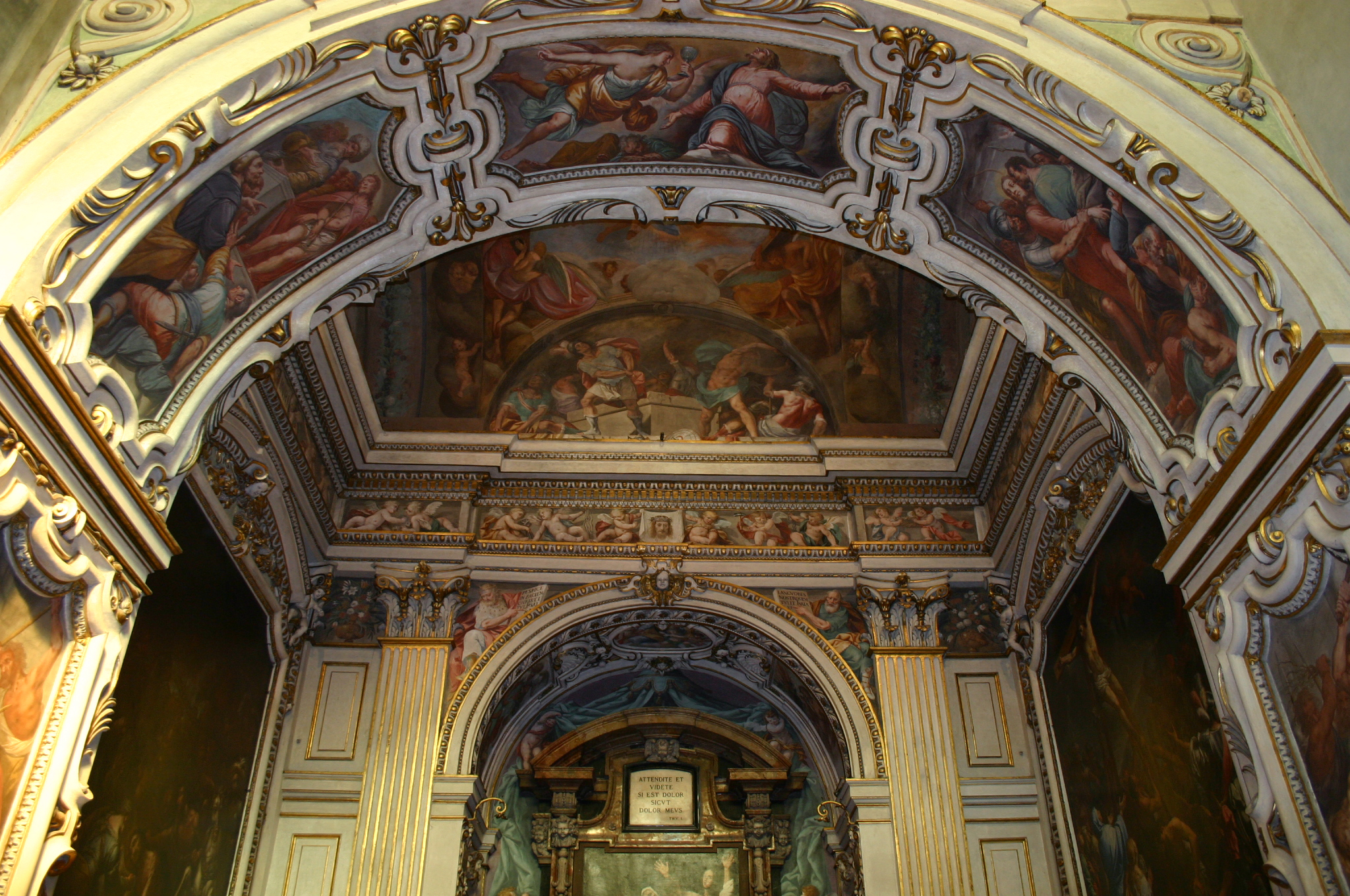
Cappella della pietà della Chiesa di San Marco

Meritano un discorso a sé il pesante rifacimento degli interni chiesa di San Marco, modificati a partire dal 1690, in cui vennero costruiti gli attuali pilastri, la precedente volta a botte della navata centrale fu sostituita da una copertura a capriate e fu edificata la cupola: la pianta si presenta a croce latina ed è divisa in tre navate, ai fianchi delle quali si trovano le numerose cappelle risalenti a varie epoche. Nel transetto destro si trova l'affresco Alessandro V istituisce l'ordine degli Agostiniani dei Fiammenghini, mentre nella cappella di Sant'Agostino si trovano delle tele di Federico Bianchi e Paolo Pagani; nelle pareti laterali del presbiterio si trovano tele di storie di Sant'Agostino del Cerano e di Camillo Procaccini, oltre agli affreschi del Genovesino e la pala d'altare di Sant'Agostino di Ercole Procaccini il Vecchio. Nel transetto sinistro si trovano autori successivi: nella Cappella della Pietà, ai cui lati si trovano le tele di Antonio Busca ed Ercole Procaccini il Giovane, a cui si devono anche gli affreschi di Storia della Passione sull'arco di ingresso; all'interno sono presenti stucchi e affreschi del Montalto, mentre nella parete di fronte alla cappella sono presenti gli affreschi dell'Adorazione della sacra fascia e Sant'Agostino lava i piedi al Cristo in veste da pellegrino del Legnanino. Nella navata sinistra è un Cristo appare a San Gerolamo che traduce le Sacre Scritture del Legnanino, Madonna e i Santi Pietro e Antonio di Camillo Procaccini e una Trasfigurazione di Giulio Cesare Procaccini.
Si segnalano infine alcuni rimaneggiamenti di Gerolamo Quadrio nella chiesa di Santa Maria del Carmine tra il 1673 e il 1676 e il coro in noce di Carlo Garavaglia del 1645 in cui sono raffigurati Episodi della vita di san Bernardo all'abbazia di Chiaravalle.

### Architetture civili

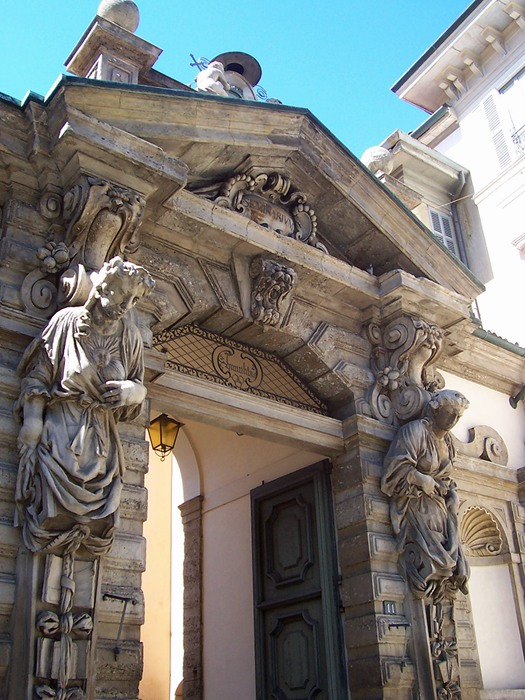
Portale del Seminario Arcivescovile

Benché la seconda metà del Seicento milanese veda un crescente interesse di architetture civili rispetto alla prima metà del secolo, il predominio dell'arte religiosa non venne meno, specie considerando che molti palazzi ebbero comunque una committenza religiosa.
Di commissione religiosa si può trovare il Seminario Arcivescovile, in particolare il l'ingresso, perfetto esempio di portale barocco, fu disegnato dal Richini nel 1652: costituito da un bugnato liscio e coronato da un architrave trapezoidale, ai lati presenta due cariatidi rappresentanti la Speranza e la Carità. Ad uso delle scuole dei Barnabiti fu invece costruito il Collegio di Sant'Alessandro, costruito su disegno di Lorenzo Binago fu realizzato tra il 1663 e il 1684; la facciata di impostazione tardo barocca, talvolta attribuita al Borromini, è divisa in due ordini: al piano terra è di immediato impatto il portale con architrave curvilineo decorato ai lati due cartigli arricciati, mentre al piano superiore le finestre presentano nei frontoni mistilinei dei medaglioni raffiguranti allegorie legate alla cultura. Modifiche minori furono compiute nel palazzo Arcivescovile ad opera di Andrea Biffi, che terminò le sue modifiche nel cortile interno nel 1680.
A pochi minuti di cammino dal palazzo Arcivescovile sorge palazzo Durini: commissionato nel 1645 dal mercante-banchiere Giovan Battista Durini, il progetto fu assegnato al Richini; il palazzo è uno dei maggiori esempi di edilizia seicentesca della città. La facciata, com'era tradizione assodata in città, è piuttosto sobria e lineare se comparata agli stili barocchi delle altre città d'Italia è centrata su un portale d'ingresso monumentale in bugnato che sorregge un altrettanto monumentale balconata del piano nobile, dove i finestroni decorati con timpani triangolari e curvilinei alternati sono decorati con dei sostegni alla base a forma di mascherone, tale decorazione viene ripresa nella cornice. Decisamente degni di nota sono gli interni: salendo dallo scalone d'onore decorato in marmo rosso al piano nobile, si entra nell'antisala decorata a trompe-l'œil, mentre superando una serie di stanze di passaggio decorati con medaglioni dipinti si arriva al salone d'onore affrescato dal Trionfo di Eros di scuola lombarda; sempre al piano nobile si possono ammirare i soffitti lignei intagliati provenienti dal demolito palazzo Arnaboldi.

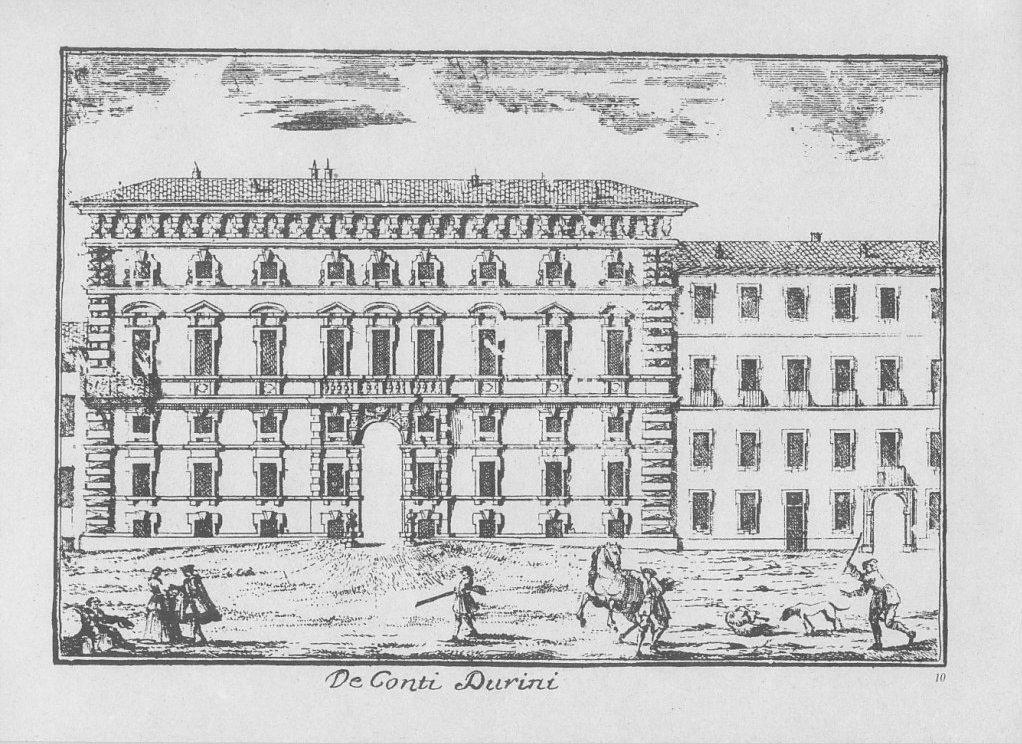
Marc'Antonio Dal Re - Vedute di Milano, palazzo Durini (1745)

Ultimato nel quarto decennio del Seicento, palazzo Annoni fu costruito ancora una volta su progetto di Filippo Maria Richini; la facciata, ornata al piano terra con uno zoccolo di bugnato, è centrata sul portone di ingresso inserito tra due colonne aggettanti di ordine ionico che sorreggono il balcone del piano nobile, al piano superiore i finestroni con frontoni alternativamente triangolari o curvilinei presentano delle balaustre, la facciata è infine delimitata da lesene in bugnato. Alla corte interna, costruita ripetendo la decorazione esterna, si giunge passando per il cancello in ferro battuto originale dell'epoca. Il palazzo nel XVIII secolo era sede di una ricca biblioteca e della galleria d'arte privata degli Annoni, che comprendeva tra l'altro quadri di Rubens, Gaudenzio Ferrari e Antoon van Dyck, confiscati dagli austriaci nel 1848.
Di fronte a palazzo Annoni è palazzo Acerbi, risalente ai primi anni del Seicento, ma pesantemente ristrutturato durante gli anni della grande peste: la facciata, piuttosto scarna se comparata a quella di fronte, fu arricchita nel Settecento da balconcini curvilinei e maschere ornamentali con figure di leone in prossimità del portale d'ingresso, mentre all'interno, superato il primo sobrio cortile architravato, si può citare il secondo cortile in stile rococò. Curiosamente proprio grazie alla posizione dirimpetto dei due palazzi, verso la seconda metà del Seicento ci fu una battaglia a colpi di "sfarzosità" tra la famiglia Annoni e Acerbi: la prima colpita dalla ricchezza delle ristrutturazioni degli Acerbi, non volle essere da meno; fu così che iniziò un lungo duello di ristrutturazioni e lavori dei palazzi volto a definire chi delle due famiglie fosse più ricca e potente.
Di pubblica utilità fu destinato il palazzo delle Scuole Palatine, che fu edificato sull'area di un palazzo andato in fiamme: i lavori partirono 1644 su progetto di Carlo Buzzi, che per la facciata riprese la struttura del palazzo dei Giureconsulti. Della costruzione originaria rimane solo la facciata, impostata su più ordini: al piano terra è presente una loggia scandita da colonne binate, mentre al piano superiore sono presenti finestre decorate con al centro una nicchia contenente la statua di Sant'Agostino di Giovan Pietro Lasagna, mentre più a destra, sul frontone che porta ad un passaggio coperto, è presente la statua di Ausonio sempre dello stesso autore.

### Pittura

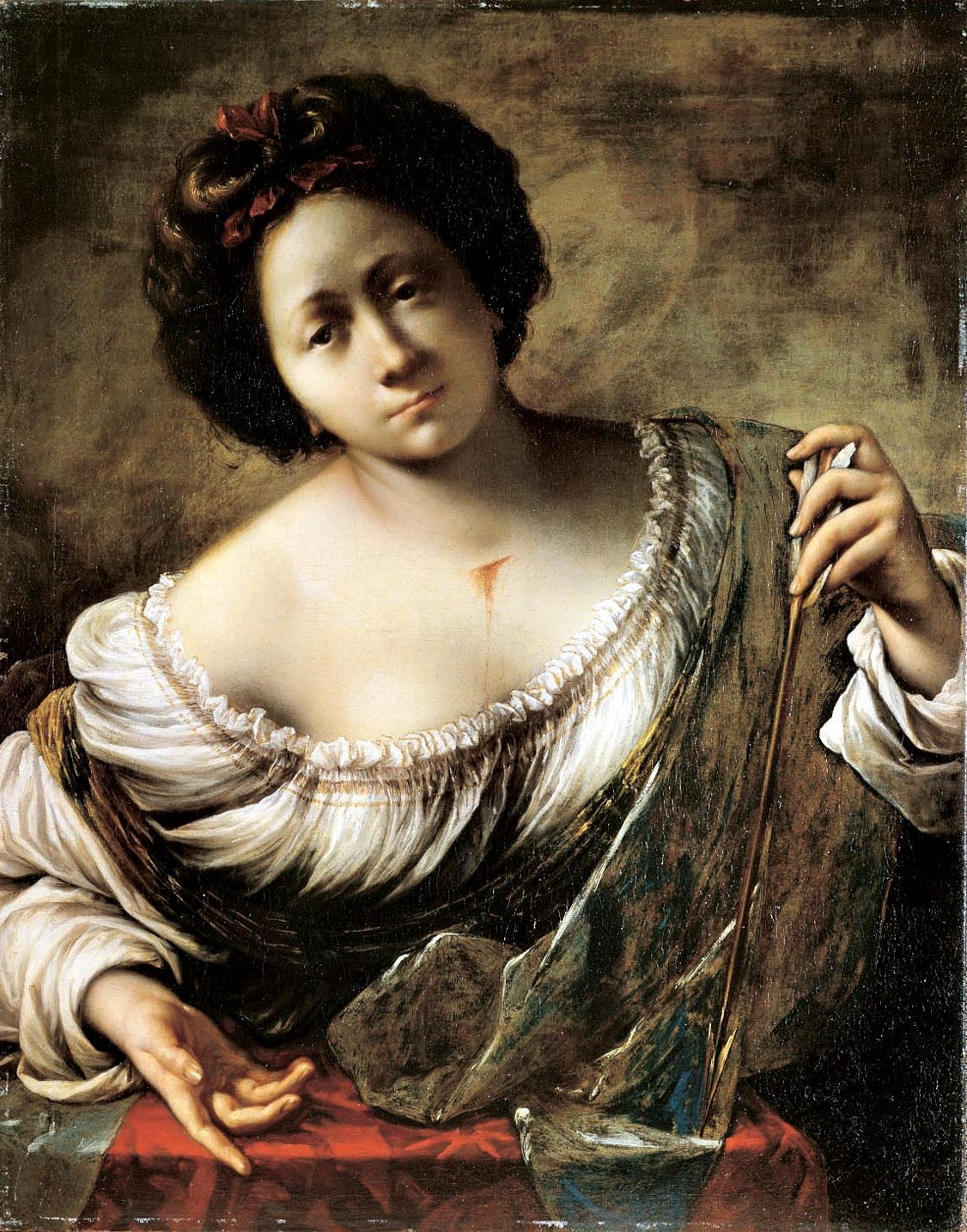
Francesco Cairo - Santa Cristina (1683) - Pinacoteca del Castello Sforzesco

Il secondo Seicento, spariti i principali interpreti dei pittori "pestanti" del primo Seicento lombardo, raccoglie l'eredità di questi ultimi, superando definitivamente i legami con il manierismo che potevano essere trovati in alcune delle opere degli artisti federiciani: gran parte degli artisti di questo periodo furono infatti allievi all'Accademia Ambrosiana o si formarono presso le botteghe dei maestri del primo Seicento lombardo.
A segnare il punto di rottura è Carlo Francesco Nuvolone, maggiore dei due fratelli e allievo del Cerano, che mostra nel suo stile il dinamismo tipico dell'arte barocca, di cui si ricordano gli affreschi nella chiesa di Sant'Angelo di Milano; mentre Francesco Cairo mostra una costante evoluzione dello stile, che risente dei suoi numerosi viaggi tra Torino e Roma dove ha l'opportunità di confrontarsi anche con esponenti di scuola emiliana e genovese. Questi due pittori, assieme a Giuseppe Nuvolone furono in un costante confronto, scaturito da numerose collaborazioni in vari cantieri, su tutte quelle dei Sacri Monti lombardi, che porterà ad un'evoluzione della pittura sacra del primo Seicento, abbandonandone il linguaggio esclusivamente drammatico a favore di una maggiore varietà narrativa. A completare l'evoluzione della pittura milanese è Giovan Battista Discepoli, formatosi presso Camillo Procaccini, la sua pittura risente più dell'influsso del Morazzone: anch'egli mostra una forte evoluzione dello stile; si ricordano tra le sue opere le tele nella chiesa di San Vittore al Corpo e l'Adorazione dei Magi situata un tempo nella demolita chiesa di San Marcellino.

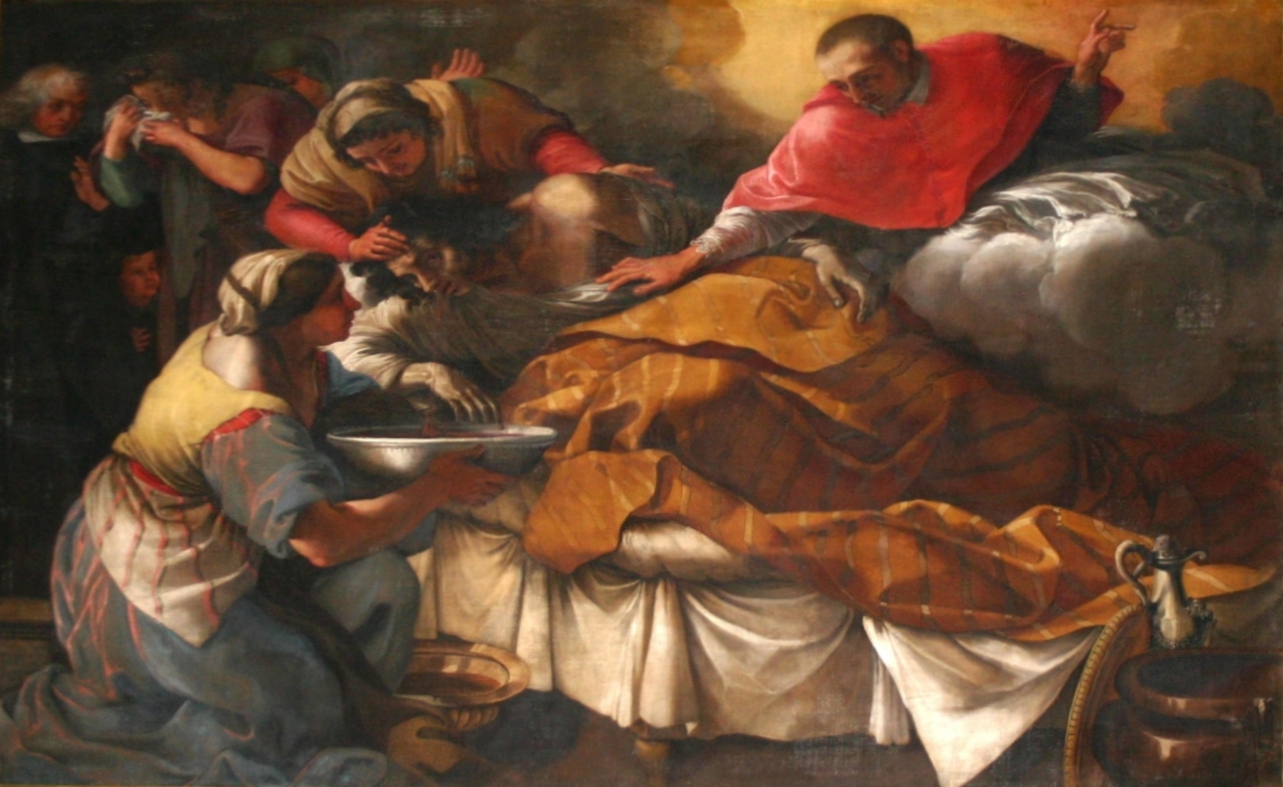
Giorgio Bonola - Miracolo di Marco Spagnolo (1681) - Duomo di Milano

Morti Carlo Francesco Nuvolone o il Cairo, e grazie all'influenza del neoeletto papa Clemente IX e i suoi rapporti con l'arcivescovo Alfonso Litta, l'arte lombarda vede un avvicinamento con quella romana verso un gusto più marcatamente barocco, ciò contribuisce a portare a Milano artisti romani come Salvator Rosa e Pier Francesco Mola, mentre vengono nuovamente favoriti i viaggi di giovani artisti presso Roma, tra cui quelli di Giovanni Ghisolfi e Antonio Busca, da cui scaturisce un nuovo aggiornamento dell'ambiente artistico milanese; non a caso fu assegnata in seguito ad Antonio Busca la cattedra dell'Accademia Ambrosiana. Con quest'ultimo si delineano due correnti destinate a sopravvivere anche nel Settecento, ovvero una corrente più classicista proprio del Busca, contrapposta ad uno stile più esuberante e fantasioso della maturazione di Giuseppe Nuvolone, trasportando nella città ambrosiana quella stessa controversia tra i due stili dell'ambiente romano.
A molti anni dai pittori pestanti si ha una piccola ripresa della tradizione pittorica dei Borromeo; in particolare si aggiungono alla già vasta opera dei Quadroni di San Carlo i lavori di Giorgio Bonola e Andrea Lanzani, che prediligono un orientamento più classicista, e di Filippo Abbiati, dallo stile dichiaratamente barocco, a cui si aggiungono più tardi i lavori di Giacomo Parravicini: l'Abbiati e il Lanzani continueranno questa dualità tra classicismo e barocco anche nei primi anni del Settecento. È da notare come molti degli artisti appena citati furono già in contatto per la commissione del ciclo della vita di San Rocco per la chiesa di San Rocco a Miasino, dove lavorarono Bonola, Abbiati, Lanzani e Giuseppe Nuvolone. Negli ultimissimi anni del Seicento si osserva il primo operato di Stefano Legnani, detto il Legnanino e Sebastiano Ricci: l'operato di questi viene però fatto coincidere e messo in continuità con il Settecento lombardo.
Come nella prima parte del secolo, la quadreria dei benefattori dell'ospedale maggiore raccoglie le migliori testimonianze della ritrattistica milanese della seconda parte del Seicento; grazie alla quadreria si può osservare l'evoluzione verso uno stile barocco più maturo: le migliori prove sono attribuite a Giuseppe Nuvolone.

## Il Settecento
Il Settecento segna una svolta nell'arte e nell'architettura milanese: storicamente segna il passaggio del ducato sotto il dominio degli austriaci, sotto i quali le arti passarono dal servizio di committenze religiose al patriziato e successivamente allo Stato. Si assiste quindi ad una diminuzione della produzione artistica religiosa a vantaggio di quella civile. Questo periodo, pur contenendo le forme più mature ed esuberanti del barocco milanese, rappresenta una sorta di prodromo della stagione neoclassica milanese, in cui l'arte e l'architettura passarono definitivamente ai servizi della cosa pubblica e dello Stato.

### Palazzo Litta

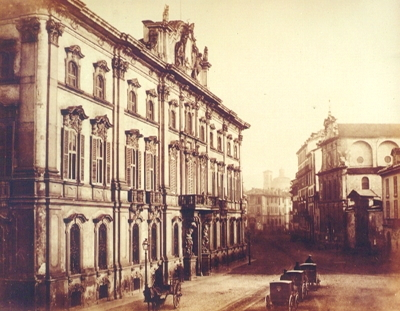
Foto storica del fronte di Palazzo Litta

Palazzo Litta rappresenta, assieme al Palazzo Clerici, il miglior esempio di architettura barocca settecentesca della città. Edificato nel Seicento, assegnato ancora una volta il progetto al Richini, fu completato solo nel 1752 a cui si deve l'imponente facciata su progetto di Bartolomeo Bolli. Il palazzo è composto da tre corpi: il corpo principale al centro è impostato su tre piani, scanditi da sei paraste di ordine corinzio, è più decorato e leggermente aggettante rispetto agli altri due corpi laterali simmetrici, alti solo due piani. 
Al piano terreno, il portale centrale assume forme monumentali, delimitato da due cariatidi giganti che sorreggono una balconata convessa: tale forma è ripresa per i balconcini laterali del primo piano. Ogni piano presenta finestre molto decorate da timpani curvilinei, ogni piano ha decorazioni diverse: al piano nobile si possono osservare cornici decorate con doppie volute contenenti teste di leone; all'ultimo piano le finestre dell'ultimo piano presentano parapetti in ferro battuto. Il corpo centrale è coronato da un grande fastigio mistilineo, con scolpito all'interno lo stemma della famiglia Litta sorretto da due mori: la realizzazione di tale fastigio è talvolta attribuita alle maestranze della Fabbrica del Duomo, all'epoca disoccupati, di Elia Vincenzo Buzzi, Carlo Domenico Pozzo e Giuseppe Perego.

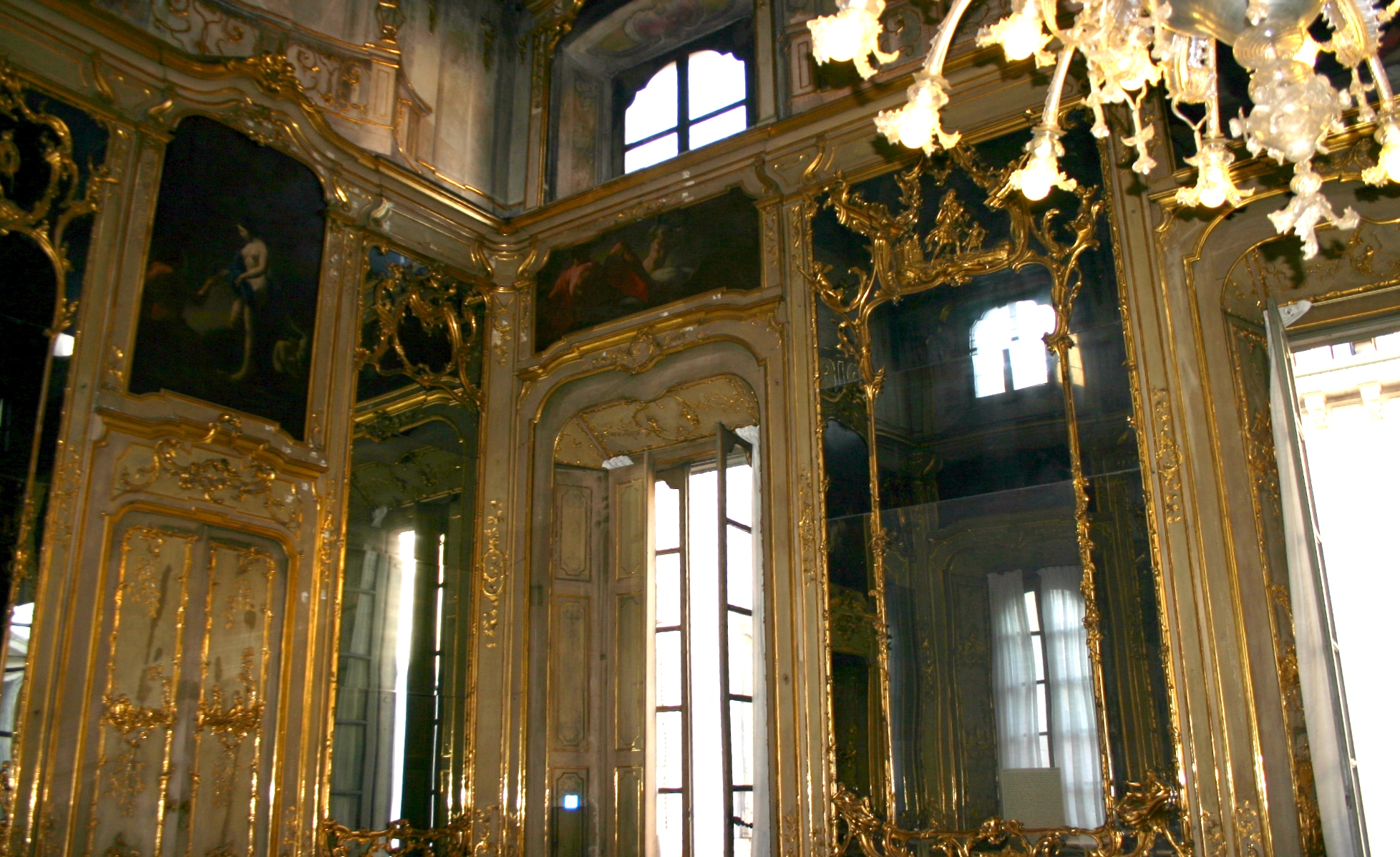
Sala degli Specchi, Palazzo Litta

Passando l'ingresso ci si trova nel cortile principale di gusto seicentesco, attribuito al Richini, si presenta a pianta quadrata racchiuso su tutti i quattro i lati da portici a volta a botte, sorretti da colonne architravate in granito decorate da capitelli con festoni; proseguendo a sinistra si accede allo scalone monumentale "a tenaglia", realizzato da Carlo Giuseppe Merlo nel 1750 in granito rosa di Baveno con parapetto in marmo rosso di Arzo e marmo nero di Varenna. Gli interni sono tra i più lussuosi del panorama milanese, con pavimenti intarsiati, decorazioni in stucco e marmo e affreschi. Tra gli ambienti più belli si possono citare il salone centrale, o Sala degli specchi, adornato da specchiere dorate in stile rococò e affrescate con l'Apoteosi di un Litta di Giovanni Antonio Cucchi, il Salotto rosso, arredato con damaschi rosso porpora, affrescata a trompe l'oeil e con pavimenti a mosaico, il Salotto giallo che prende ancora il nome dal colori dei tessuti con cui è arredato l'ambiente e la Sala della duchessa ancora arredato dagli originali mobili di epoca barocca; sono presenti infine le Nozze di Plutone e Proserpina realizzato da Martin Knoller in un salone minore.
Si segnalano infine il cortile dell'orologio, che prende nome dal caratteristico orologio presente, e la vecchia cappella privata dei Litta al pian terreno del palazzo, trasformata poi nel teatro tuttora in uso.

### Palazzo Clerici

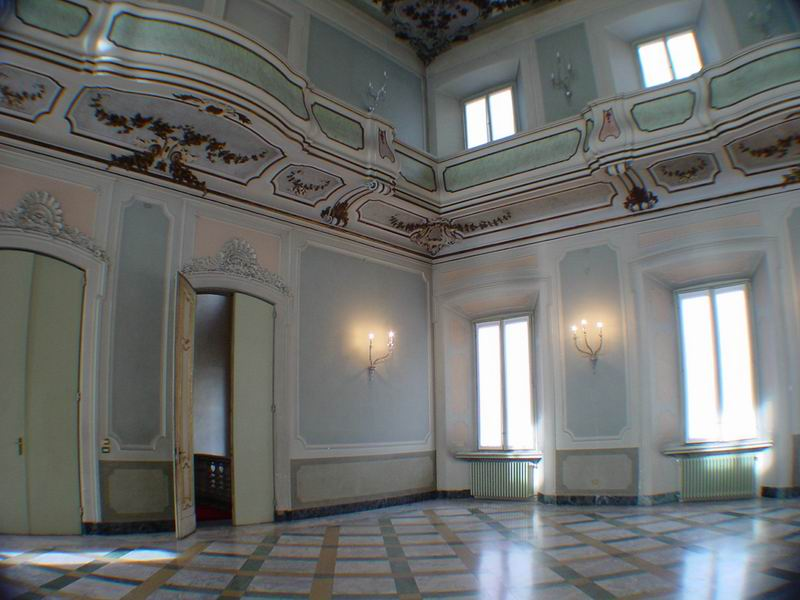
Sala da ballo di Palazzo Clerici

Palazzo Clerici era una delle dimore più prestigiose e sfarzose della Milano settecentesca, tanto che nel 1772 divenne residenza provvisoria ufficiale dell'arciduca Ferdinando, figlio di Maria Teresa d'Austria. Progettata da un architetto sconosciuto, La facciata è impostata su tre piani, con la parte centrale rientrante rispetto al resto del corpo; il portale centrale è piuttosto sobrio ed è decorato, oltre dall'arco, da una maschera con volute, le finestre sono decorate da fastigi curvilinei; passando per un cancello in ferro battuto si entra nel cortile con portici di colonne ioniche binate in granito rosa.
La critica tuttavia, sottolinea spesso la discrepanza dell'anonimo aspetto esterno, che non lascia trasparire nulla dei lussuosi interni. Sulla destra del cortile si arriva allo scalone d'onore a tre rampe, sulla cui balaustra si sussegue una parata di statue poste sui raccordi delle rampe, mentre la volta è decorata da un affresco di Mattia Bortoloni. L'interno raggiunge il suo apice nella Galleria degli Arazzi, la cui volta è affrescata da Giambattista Tiepolo con il ciclo di affreschi della Corsa del carro del Sole, le Allegorie dei quattro continenti e le Allegorie delle Arti, ritenute tra le maggiori prove del pittore veneto; le pareti sono decorate da arazzi fiamminghi risalenti al Seicento raffiguranti Storie di Mosè e da specchiere intagliate nel legno da Giuseppe Cavanna, raffiguranti scene della Gerusalemme liberata.

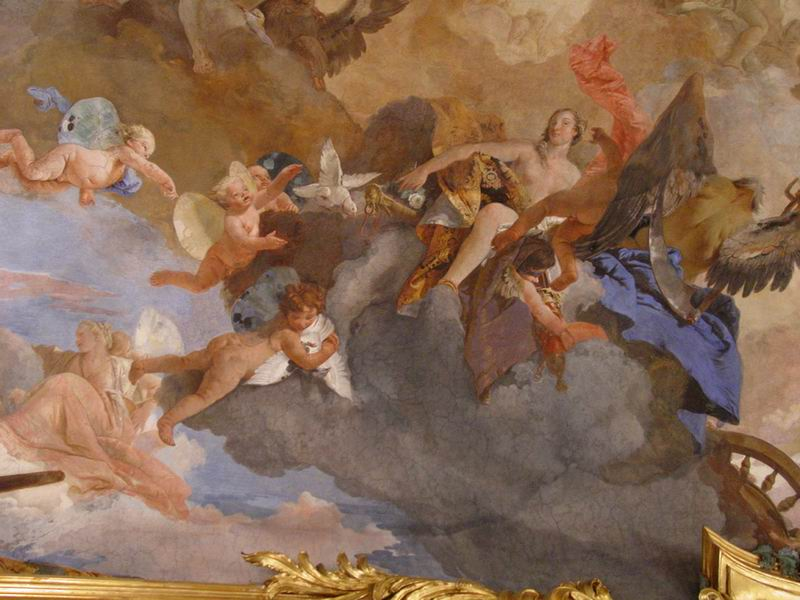
Particolare degli affreschi della Galleria degli arazzi di Palazzo Clerici

La galleria, di dimensioni poco agevoli per il pittore, era stata probabilmente ricavata da una preesistente struttura: tale commissione serviva con tutta probabilità a completare l'ascesa sociale che dal Seicento la famiglia aveva compiuto: nella Corsa del carro del Sole, secondo lo storico dell'arte Michael Levey, si celebra "il sole dell'Austria che si solleva ad illuminare il mondo" o il mecenatismo della famiglia, dato il ruolo di Apollo e Mercurio protettori delle scienze. Nella Stanza del Maresciallo si trovano le decorazioni a stucco di Giuseppe Cavanna con le Fatiche di Ercole e Storie mitologiche; sempre nell'ambiente del cosiddetto Boudoir di Maria Teresa si trovano decorazioni sempre dell'intagliatore.
Risalgono ad un periodo tra gli anni trenta e quaranta del Settecento gli affreschi in altri ambienti del palazzo ad opera di Giovanni Angelo Borroni, con una Scena olimpica col ratto di Ganimede e l'Apoteosi di Ercole, e Mattia Bortoloni, a cui vengono attribuiti il medaglione sulla volta dello scalone d'onore, gli affreschi dell'Allegoria dei venti e un'altra scena di Apoteosi negli appartamenti privati del committente, in cui in una sfilata di divinità olimpiche si intravede un Giove con le fattezze di Antonio Giorgio Clerici; sempre del Bortoloni è l'affresco della Galleria dei quadri, che vorrebbe ancora celebrare il buon governo austriaco e di Maria Teresa d'Austria.

### Altre architetture civili

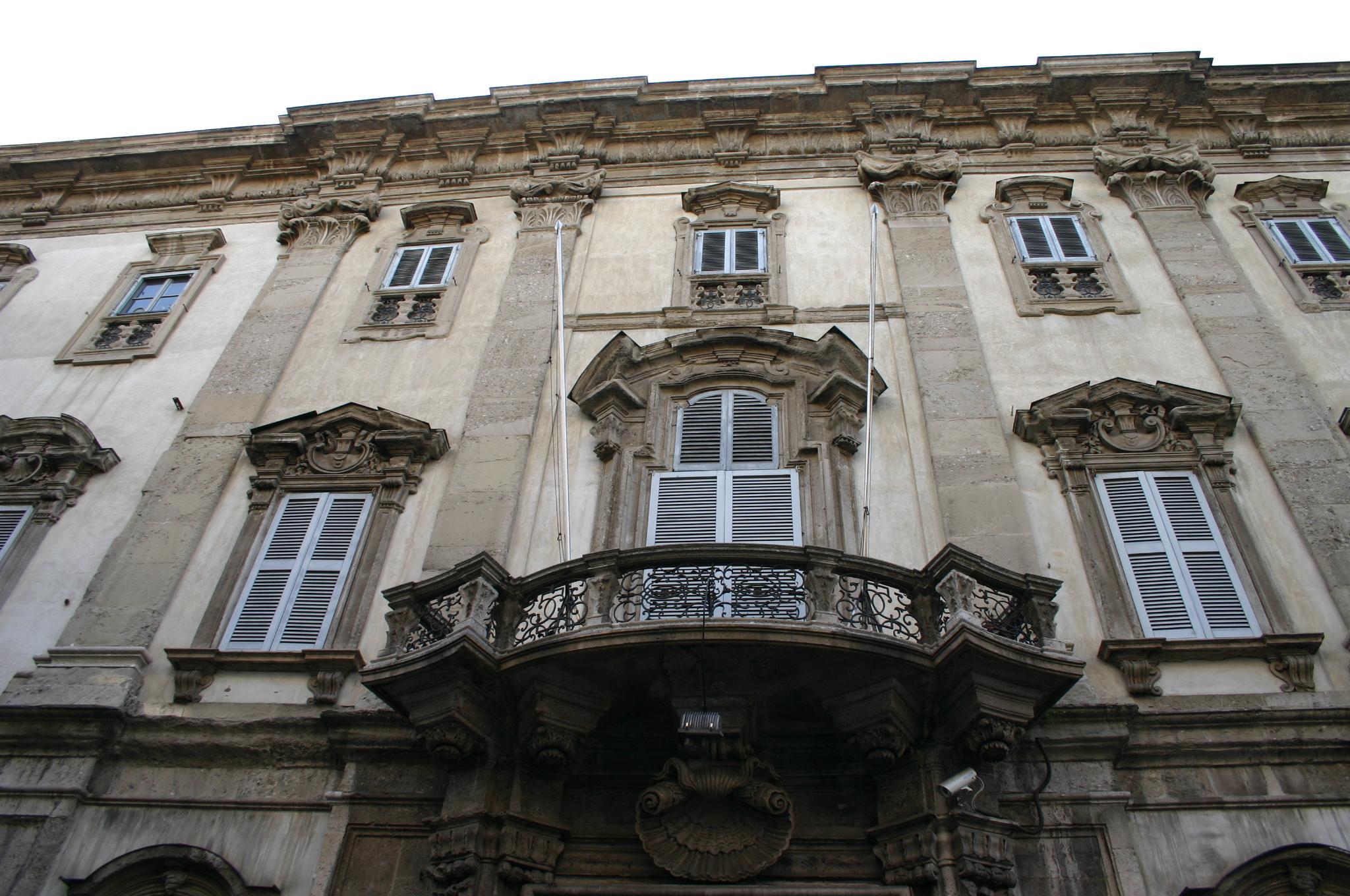
Particolare della facciata di Palazzo Cusani

Oltre a palazzo Clerici, il Tiepolo operò in molti altri cantieri milanesi dell'epoca. Un altro lavoro significativo dell'artista fu quello a Palazzo Dugnani; il palazzo presenta due facciate: quella esterna si presenta come più semplice e poco decorata, al contrario la facciata interna, che dà sui giardini di porta Venezia è decisamente più varia e articolata. Il palazzo, diviso in tre parti, presenta il corpo centrale arretrato rispetto alle due parti laterali, al cui pian terreno è presente un porticato e il piano superiore è composto da una loggia, coronata da una cimasa in pietra; tale struttura è poi ripetuta nei due corpi laterali. Nel salone d'onore si possono osservare sulle pareti i cicli di affreschi della Vita di Scipione, mentre sulla volta sono rappresentati l'Apoteosi di Scipione, in cui si può vedere l'intento autocelebrativo di Giuseppe Casati, allora proprietario del palazzo e committente.
Differisce dallo stile delle tipiche dimore milanesi Palazzo Cusani: il motivo è individuabile nel progetto di Giovanni Ruggeri, architetto di Roma che importò il più vivace barocco romano nella sua opera, già riconoscibile nello zoccolo in finta roccia grezza al pian terreno. Il palazzo è impostato su tre piani, scandito da lesene corinzie, e presenta curiosamente due portali d'ingresso identici; le finestre al pian terreno e al piano nobile sono riccamente decorate da fastigi e timpani curvilinei, triangolari e misti, e spesso sono ulteriormente decorati da conchiglie ed elementi vegetali, le porte finestre recano lo stemma della famiglia Cusani. All'ultimo piano le finestre sono ridimensionate e presentano fastigi mistilinei; il tutto si conclude su una ricca balaustra.

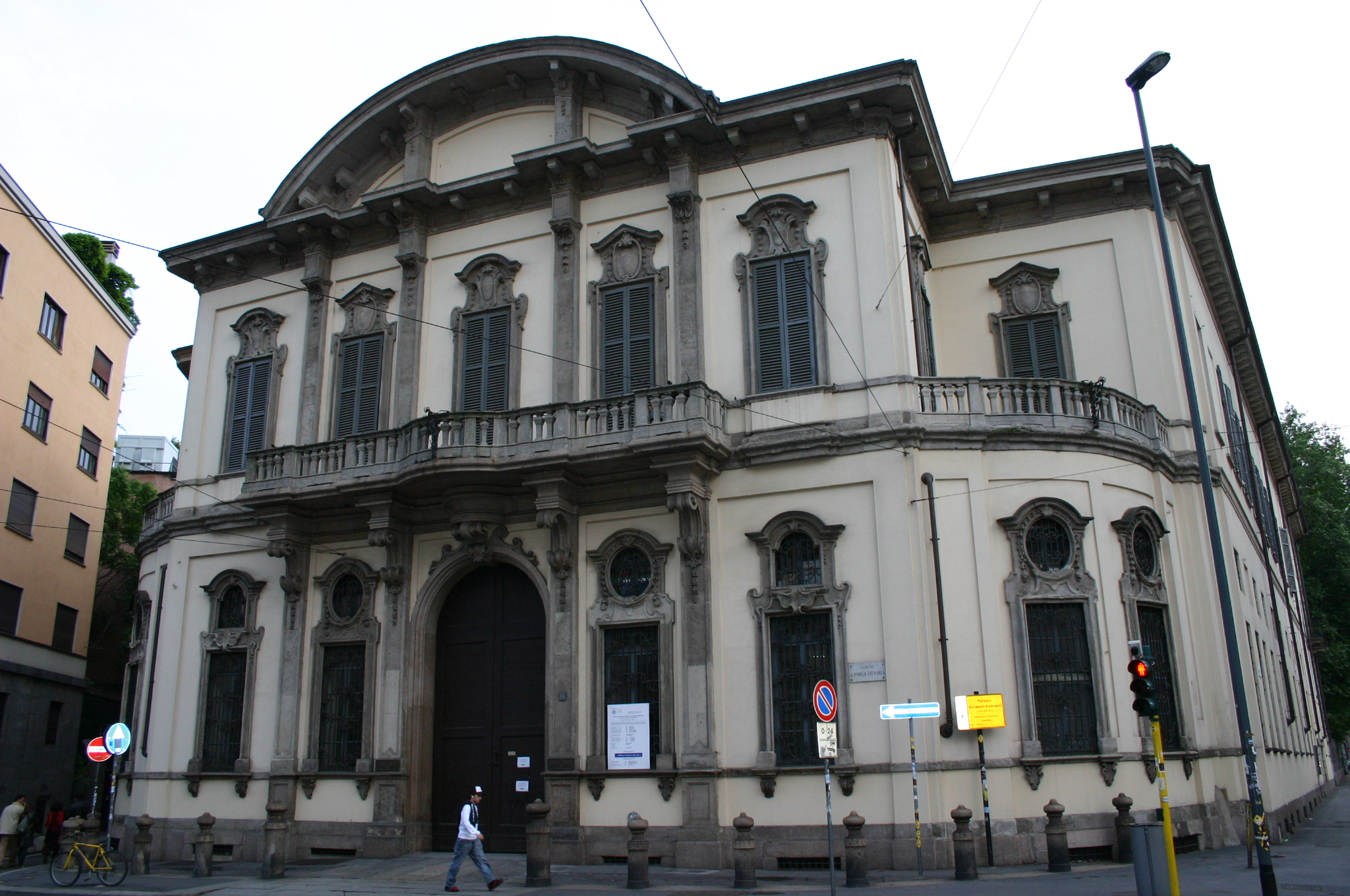
Facciata di Palazzo Sormani

Risalente al Seicento ma pesantemente rimaneggiato nella prima metà del Settecento è Palazzo Sormani, sede della biblioteca comunale centrale di Milano. Il palazzo ha due diverse facciate decorate; il fronte verso corso di Porta Vittoria si deve a Francesco Croce: la facciata presenta al centro un portale ad arco sormontato da una balconata mistilenea, le finestre al pian terreno sono coronate da finestre a cornice ovale e al piano nobile da fastigi a motivo alternativamente triangola e curvilineo. Il piano nobile ospita anche due terrazze laterali, ed è sormontato da un timpano curvilineo; la facciata verso il giardino è posteriore e ha un aspetto più sobrio, precursore del neoclassicismo. L'interno contiene ancora lo scalone monumentale in pietra e ospita la serie di dipinti rappresentanti Orfeo che incanta gli animali provenienti dalla collezione della famiglia Verri, tradizionalmente attribuiti a Giovanni Benedetto Castiglione, detto il Grechetto.
Palazzo Visconti di Modrone fu commissionato nel 1715 dal conte spagnolo Giuseppe Bolagnos, la facciata presenta tre piani ed è scandita verticalmente da quattro lesene, è centrata sul portale rettangolare limitato da due colonne in granito che sorreggono una balconata in pietra. Come tipico nelle altre architetture dell'epoca, i vari piani presentano decorazioni per le finestre diverse per ogni piano, si segnalano in particolare quelle del piano nobile coronate da doppie volute, mentre all'ultimo piano alcune finestre presentano dei balconcini. Il cortile interno, oltre alla classica soluzione a corte rettangolare con portici a colonne binate presenta una balconata che corre lungo tutto il primo piano: soluzione estremamente rara nell'edilizia lombarda dell'epoca. È tutt'oggi conservato il salone da ballo con gli affreschi a trompe l'eoil raffiguranti scene mitologiche di Nicola Bertuzzi.
Altri palazzi barocchi dell'epoca, benché meno appariscenti all'esterno rispetto a quelli precedentemente citati, sono Palazzo Trivulzio, che si segnala per l'area in prossimità del portale d'ingresso in contrasto con la sobrietà del resto del palazzo e Palazzo Olivazzi, il cui portale d'ingresso è costituito da una sorta di nicchia gigante, costruita per agevolare l'ingresso delle carrozze, e per il trompe l'oeil nel cortile.

### Architetture religiose

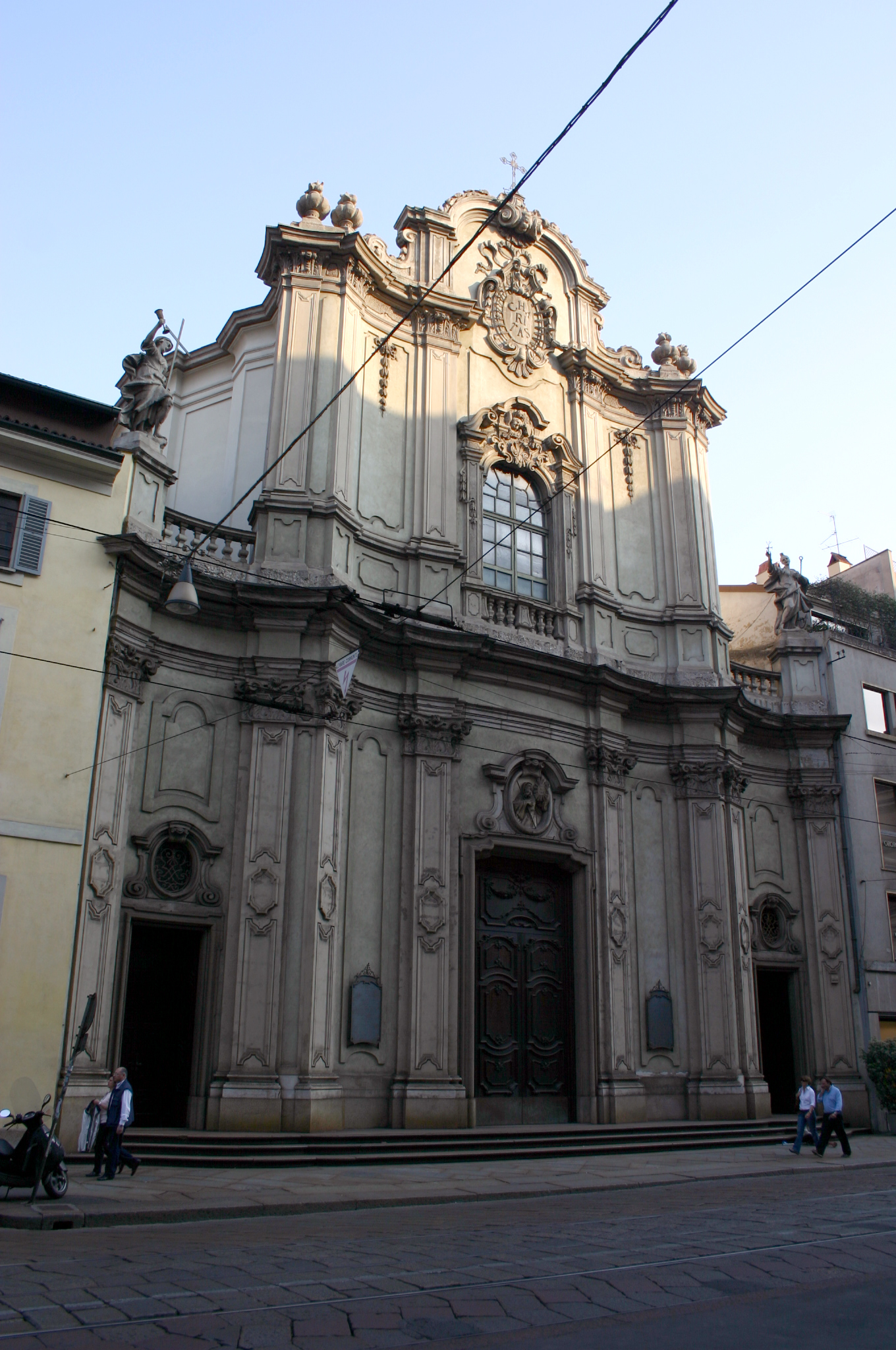
Chiesa di San Francesco di Paola

Nonostante la ripresa e il predominio delle residenze cittadine private, non è comunque da trascurare l'arte sacra del primo Settecento.
La chiesa di San Francesco di Paola risale al 1728, e benché la facciata sia stata conclusa solo un secolo più tardi, essa fu costruita rispettando lo stile barocchetto originario. La facciata si presenta ricurva, ed è suddivisa in due ordini divisi da un cornicione piuttosto aggettante; il primo piano presenta tre portali sormontati da fastigi o finestre ellittiche, ed è scandito da otto lesene corinzie. L'ordine superiore presenta ai lati due terrazzi con balustre che sorreggono due statue della Fede e della Speranza; al centro è presente un finestrone fastosamente decorato, sormontato da uno stemma recante il motto "CHARITAS" del santo titolare della chiesa.
L'interno presenta un'unica navata: di particolare interesse sono l'organo d'epoca barocca sulla controfacciata, gli affreschi sulla volta di Carlo Maria Giudici raffiguranti la Gloria di san Francesco di Paola e gli ovali in marmo di Giuseppe Perego. Risale al 1753 l'altare maggiore dalle forme monumentali dell'architetto Giuseppe Buzzi di Viggiù, fatto di marmi policromi.

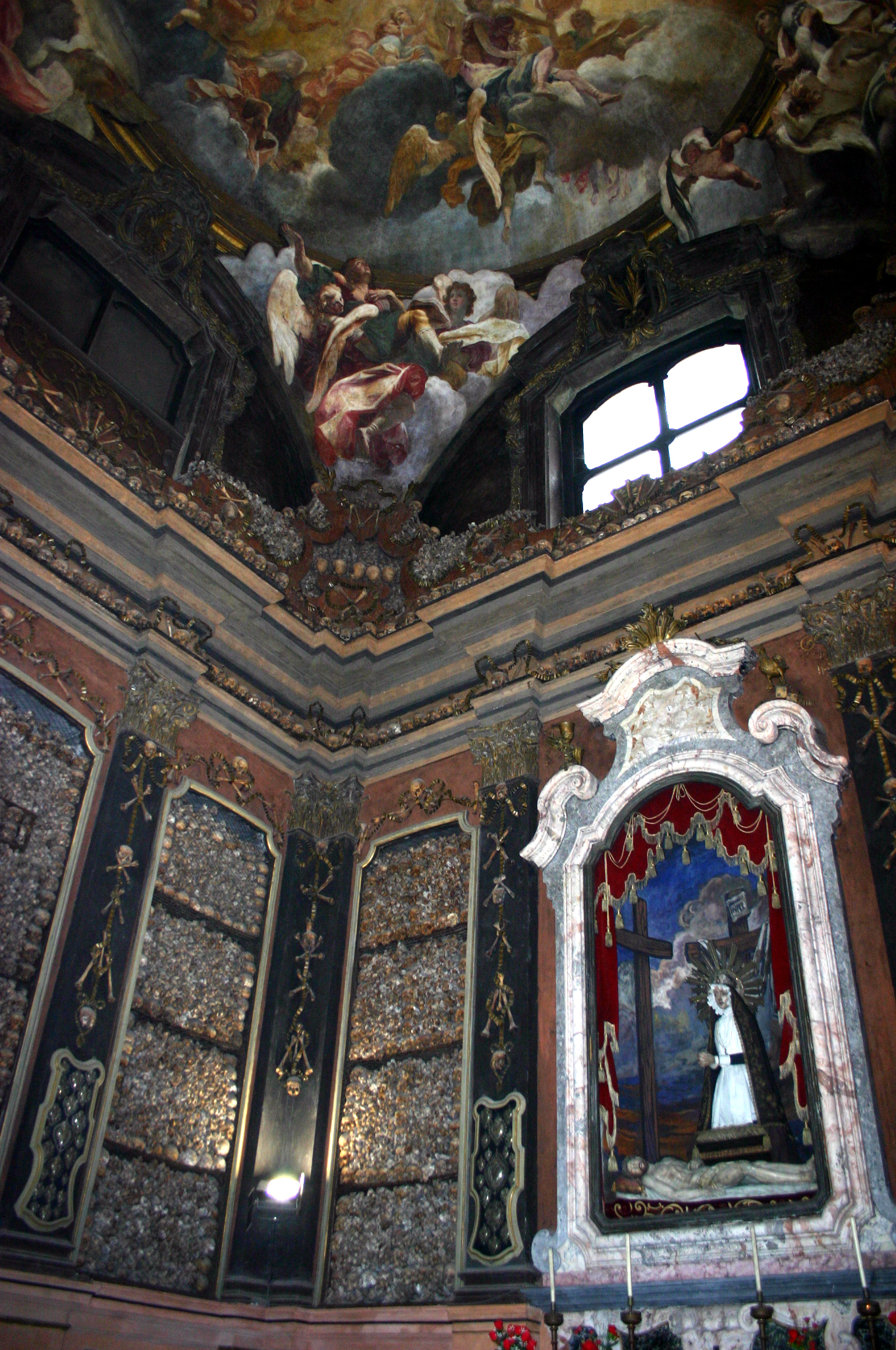
Ossario di San Bernardino alle ossa

Celebre più per la sua particolarità che per il valore artistico, la chiesa di San Bernardino alle Ossa vide il suo completamento nel 1750 su progetto dell'architetto Carlo Giuseppe Merlo, che pensò una struttura a pianta centrale coronata da una cupola ottagonale: la chiesa è ad una sola navata e presenta due cappelle dedicate a santa Maria Maddalena e santa Rosalia, entrambe decorate con altari in marmo. La facciata è ciò che rimane della vecchia chiesa andata distrutta in un incendio, opera di Carlo Buzzi, e ha un aspetto più di un palazzo che non di una chiesa: divisa in tre ordini, il primo al piano terra presenta portali e finestre adornate con fastigi a voluta, mentre gli ordini superiori presentano fastigi a timpano spezzato.
All'interno della chiesa, sulla destra, si trova la parte più peculiare del complesso, ovvero l'ossario: oltre al fastoso altare in marmo di Gerolamo Cattaneo e agli affreschi sulla volta di Sebastiano Ricci del Trionfo delle anime tra angeli (1695), si possono osservare le pareti quasi completamente coperte con teschi e ossa umane, talvolta a creare veri e propri motivi e decorazioni.
Rimasta incompiuta, la chiesa di Santa Maria della Sanità fu iniziata alla fine del Seicento, ma fu ridisegnata e completata da Carlo Federico Pietrasanta nei primi anni del Settecento: l'incompiutezza è immediatamente visibile dalla facciata in mattoni e senza decorazioni, è tuttavia ben riconoscibile per l'alternanza di concavità e convessità e per la particolare forma detta "a violoncello" e per il frontone a "feluca di maresciallo". L'interno è a una sola navata di forma ellittica, con cinque cappelle, tra cui si segnala la cappella dedicata a san Camillo de Lellis con l'altare in marmo con inserti in bronzo e la tela dell'Assunta del coro e l'affresco Assunzione della Vergine (1717) sulla volta di Pietro Maggi.

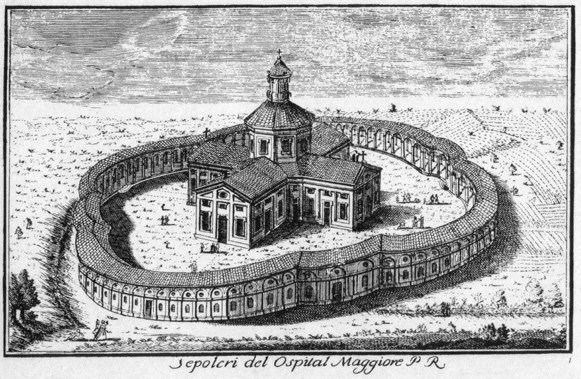
Marc'Antonio Dal Re - Vedute di Milano, Sepolcri del Ospital Maggiore (Rotonda della Besana)

Su un vecchio monastero del Trecento fu eretta la chiesa di San Pietro Celestino, su progetto di Mario Bianchi nel 1735. La facciata si presenta curva, con un impianto del tutto simile a quello di San Francesco di Paola; costruita in pietra arenaria, ad inizio Novecento fu necessario un restauro che comportò la ricostruzione della facciata in cemento decorativo. La facciata differisce dalla chiesa di san Francesco di Paola per le colonne decorate del portale, sovrastato da una scultura del santo titolare della chiesa, e dalla cimasa a volute riccamente decorata. L'interno è composto da un'unica navata scandita da lesene, con cinque cappelle laterali; sopra l'altare maggiore settecentesco è posto una complesso di sculture di Angeli in marmo di Carrara e una tela di fine Cinquecento di Giovanni Battista Trotti raffiguranti Gesù Cristo e Maria Maddalena.
Ad uso dell'ospedale maggiore, fu invece eretta la chiesa di San Michele ai Nuovi Sepolcri assieme al complesso della Rotonda della Besana, che per circa ottant'anni servì da luogo di sepoltura del complesso ospedaliero milanese. All'esterno le mura con mattoni a vista seguono una curiosa forma quadrilobata, da cui il nome rotonda, al cui centro si trova la chiesa cimiteriale a croce greca, con una cupola nascosta dal tiburio ottagonale, su progetto di Francesco Croce: la chiesa fu edificata a partire dal 1696, il perimetro dal 1713.

### Pittura

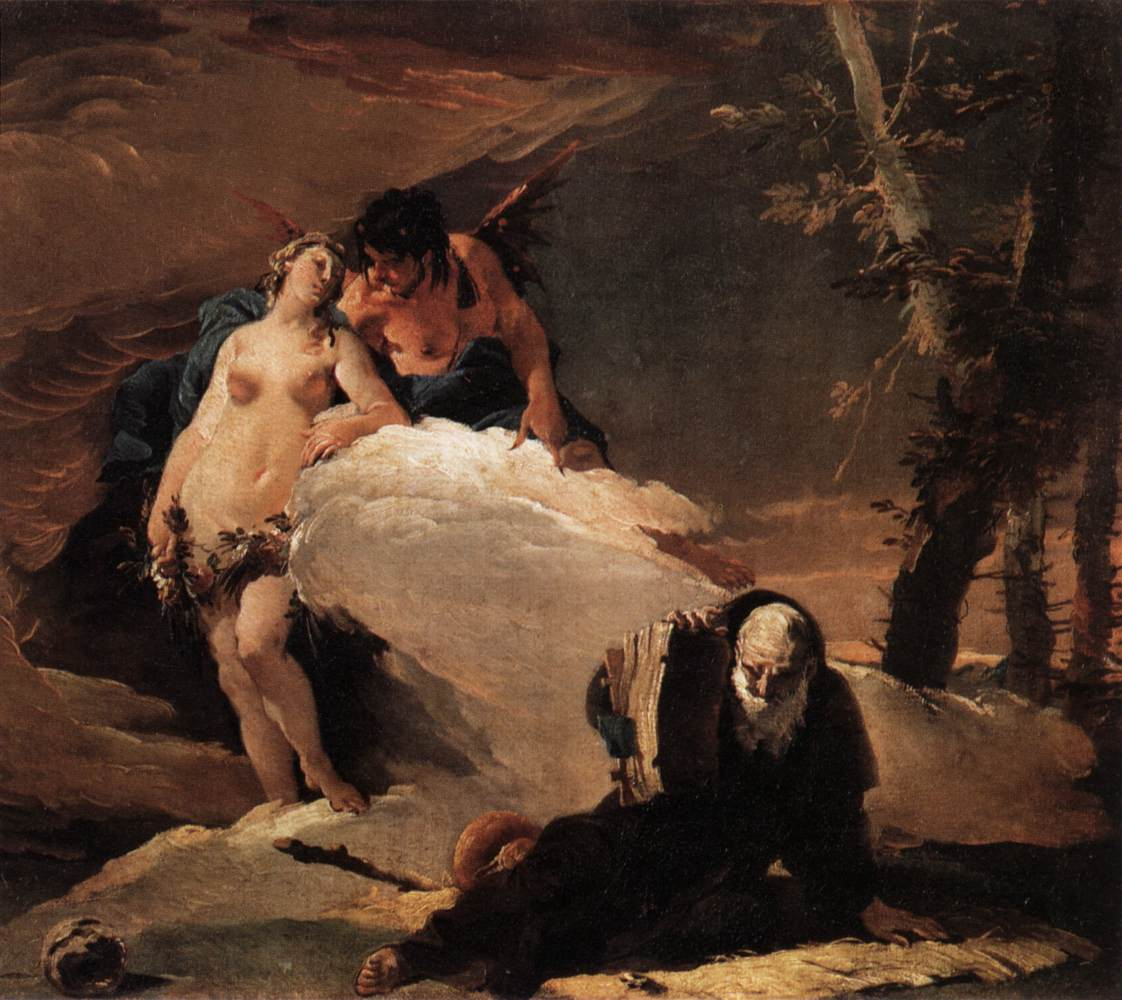
Giambattista Tiepolo - Tentazione di SantAntonio, Pinacoteca di Brera

La pittura settecentesca milanese di inizio secolo mostra forti segnali di continuità con l'esperienza artistica di fine Seicento, i protagonisti dei primi anni infatti fecero i primi passi alla fine del Seicento per concludere la loro attività il primo decennio del Settecento.
Tra i nomi più importanti a cavallo dei due secoli Andrea Lanzani, in realtà molto attivo in tutta la Lombardia occidentale e a Vienna, può essere citato come il più illustre protagonista della corrente classicista milanese e lombarda assieme al Legnanino che però verrà più influenzato dalla scuola barocca genovese, mentre ad essi si contrappongono con un'esperienza più marcatamente tardo barocca Filippo Abbiati e Paolo Pagani con una pittura influenzata da scuola veneta e lombarda. Deve essere considerata a sé stante l'esperienza milanese di Sebastiano Ricci, dove poté incontrare e confrontarsi con Alessandro Magnasco: del Ricci si ricorda in particolare la Gloria delle anime purganti di San Bernardino alle Ossa in cui si osserva l'influenza del correggismo del Baciccio. Una summa dei maggiori interpreti dell'epoca appena citati poteva essere Palazzo Pagani, andato distrutto, in cui ai numerosi dipinti si aggiungevano gli affreschi del Legnanino nella Sala Grande. Di influenze più marcatamente lombarde fu invece Carlo Donelli, detto il Vimercati, allievo di Ercole Procaccini il Giovane che risentì in particolare dello stile di Daniele Crespi e del Morazzone.
Più tardi, concluso il periodo a cavallo dei due secoli, si possono citare nella pittura mitologica e allegorica le figure di Giovan Battista Sassi, Pietro Antonio Magatti e Giovanni Angelo Borroni, di quest'ultimo si ricorda l'affresco Scena olimpica con ratto di Ganimede a Palazzo Clerici.

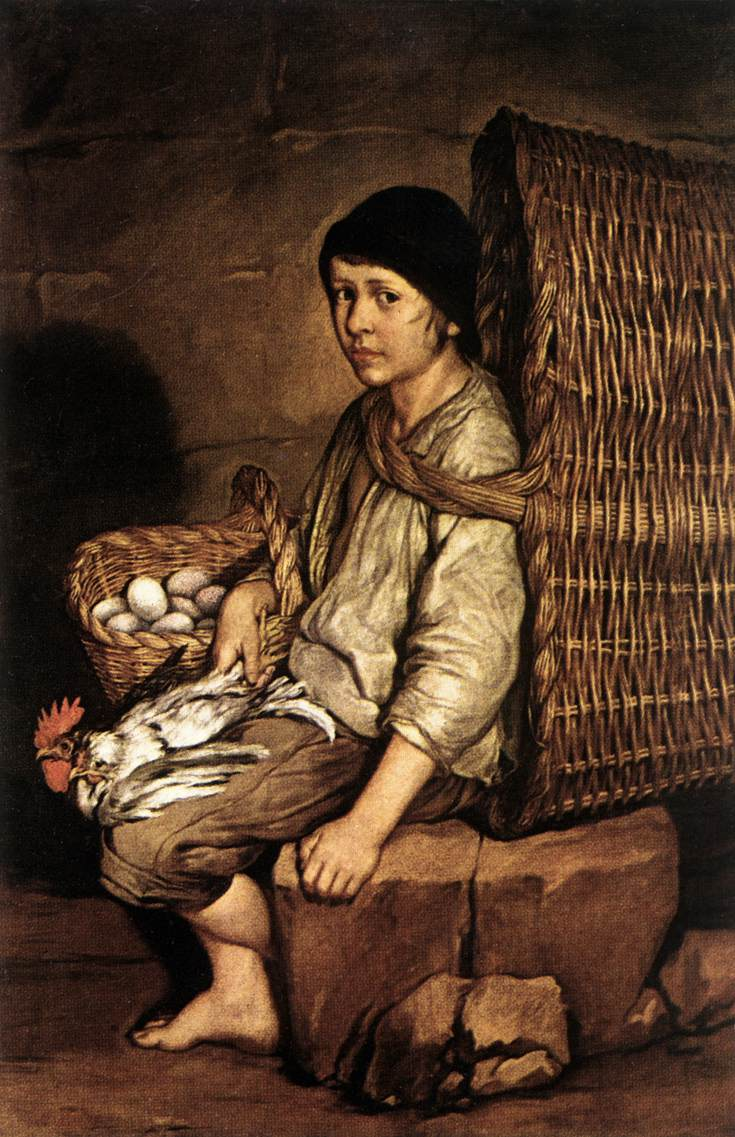
Giacomo Ceruti - Portarolo seduto su una cesta con uova e pollame (1745), Pinacoteca di Brera

A partire dal terzo decennio del Settecento si assista ad un cambiamento nel gusto della committenza milanese, che fino ad allora aveva preferito artisti lombardi, a favore della scuola veneziana, su cui spiccano Giambattista Pittoni e il Tiepolo; del primo, molto attivo anche al di fuori della città, si ricorda l'opera della Gloria di san Francesco di Sales nel monastero, mentre per il Tiepolo i soggiorni furono molteplici e ad appannaggio delle dimore nobiliari cittadine. La sua prima commissione milanese fu a Palazzo Archinto, in cui in cinque sale dipinse un ciclo per celebrare le nozze del committente, esplicitamente raffigurate nel fresco del Trionfo delle arti e delle scienze, andato distrutto dai bombardamenti della seconda guerra mondiale. Il pittore fu qualche anno dopo convocato in Palazzo Dugnani dove affresca i cicli delle Storie di Scipione e Apoteosi di Scipione, passando anche per una breve commissione religiosa della Gloria di San Bernardo in una cappella della chiesa di Sant'Ambrogio, per concludere la sua esperienza milanese con il capolavoro di Palazzo Clerici dell'affresco della Corsa del Carro del Sole a tema mitologico, a cui poi si ispirerà per la committenza del salone imperiale nella Residenza di Würzburg, anch'esso annoverato tra i capolavori del rococò. La presenza del Tiepolo fu così significativa da definire una "corrente tiepolesca", di cui il massimo esponente è Biagio Bellotti, con i suoi cicli pittorici a Palazzo Perego e Palazzo Sormani.
Al pari della pittura di storia, mitologica e allegorica, si afferma così a Milano come in Lombardia una corrente di pittura di genere. Tra gli esponenti maggiore troviamo Alessandro Magnasco, nato a Genova ma di formazione milanese, si specializzò in alcune figure caratteristiche, come lavandaie, frati, mendicanti e soldati, utilizzando uno stile definito come "pittura di tocco": fu peraltro accolto nell'Accademia milanese di San Luca. Altro grande esponente della corrente è Vittore Ghislandi, conosciuto come Fra Galgario, la cui formazione avviene tra l'ambiente veneziano e milanese, grazie alla quale approda ad una pittura più naturalistica e distante dalla pittura celebrativa: dei suoi soggiorni milanesi si possono citare tra i migliori risultati il Ritratto di giovinetto e Gentiluomo col tricorno, quest'ultimo considerato un capolavoro nonostante dipinto in tarda età "[...] avendo la mano alquanto tremante", entrambi conservati al Poldi Pezzoli.
A completare il panorama della pittura di genere è Giacomo Ceruti, detto il Pitocchetto, che si dedicò prevalentemente a scene povere, ispirandosi alla pittura della realtà del Seicento francese tipica ad esempio di Georges de La Tour: dall'esperienza del Ceruti, trarrà insegnamento Francesco Londonio, che può essere definito l'ultimo pittore di rilievo dell'esperienza tardobarocca milanese.
In ultimo è da ricordare la tradizione della galleria dei benefattori dell'ospedale maggiore di Milano, che dopo aver accompagnato tutta la nascita del barocco milanese, accompagnò anche la sua conclusione, raggiungendo probabilmente il suo apice nei primi vent'anni del Settecento con le prove di Filippo Abbiati e Andrea Porta.

### Arte a Milano
- Gotico a Milano
- Rinascimento lombardo
- Arte del secondo Cinquecento a Milano
- Neoclassicismo a Milano
- Liberty milanese